# فورد فيوجن
فورد فيوجن (بالإنجليزية: Ford Fusion) هي سيارة متوسطة الحجم من صناعة شركة فورد أنتجت في 2005. يتم تجميعها في ميشيغان، امريكا.
فورد فيوجن Ford Fusion
بالنسبة لسيارة إم بي في الأوروبية الصغيرة، انظر فورد فيوجن (أوروبا).
فورد فيوجن هي سيارة سيدان متوسطة الحجم بأربعة أبواب وخمسة ركاب تم تصنيعها وتسويقها بواسطة شركة فورد موتور. من عام 2006 إلى عام 2020، تم إنتاج جيلين من فيوجن في البنزين والغاز / الهجين الكهربائي والغاز / الهجين الكهربائي.
يتم تصنيع فيوجن في مصنع هيرموسيلو الختم والتجميع التابع لشركة في سونورا بالمكسيك، جنباً إلى جنب مع البديل المعاد تسميته لينكولن إم كي زد، وميركوري ميلان سابقاً، وكلاهما يشتركان في منصة فورد سي دي 3.

## البداية
بدأ إنتاج أول فيوجون في 1 أغسطس 2005. حلت فيوجن محل مونديو لأسواق أمريكا اللاتينية - باستثناء الأرجنتين (حيث يتوفر مونديو الأوروبي الحالي) والولايات المتحدة وكندا (حيث حلت محل توريس متوسط الحجم آنذاك والكونتور المضغوط). يتم وضع الانصهار بين فورد فوكس المدمجة وفورد توروس بالحجم الكامل. في الشرق الأوسط، يباع هذا الطراز جنباً إلى جنب مع مونديو. الإصدارات المباعة هناك متوفرة فقط مع محرك سعة 2.5 لتر. بخلاف الولايات المتحدة وكندا وأمريكا اللاتينية، لا يتوفر محرك V6 في تلك المنطقة. وينطبق الشيء نفسه في كوريا الجنوبية، حيث تتوفر فقط محركات سعة 2.5 لتر (بما في ذلك المحركات الخاصة بالطراز الهجين) اعتباراً من عام 2012.
تشتمل مجموعة الجيل الثالث على خيار محرك بنزين، وخيار محرك إيكوبوست، وطراز هجين من الجيل التالي، ونسخة هجينة تعمل بالكهرباء، وهي فورد فيوجن إنيرجي، مما يجعل فورد فيوجن أول سيارة سيدان تقدم هذه الخيارات الأربعة.
بدأت مبيعات الإصدارات التي تعمل بالبنزين والهجين في الولايات المتحدة في أكتوبر 2012 بموجب طراز 2013. المبيعات في أوروبا وآسيا حيث بدأت فورد مونديو في عام 2015، جنباً إلى جنب مع جنوب إفريقيا، حيث تم استخدام اسم فيوجن.
بدأت عمليات تسليم فورد فيوجن إنيرجي في الولايات المتحدة في فبراير 2013. وحصلت مجموعة فيوجن 2013 بأكملها على جائزة جرين كار لعام 2013 في معرض معرض لوس أنجلوس للسيارات لعام 2012. في عام 2019، كانت فيوجن سابع أفضل السيارات مبيعاً في الولايات المتحدة.

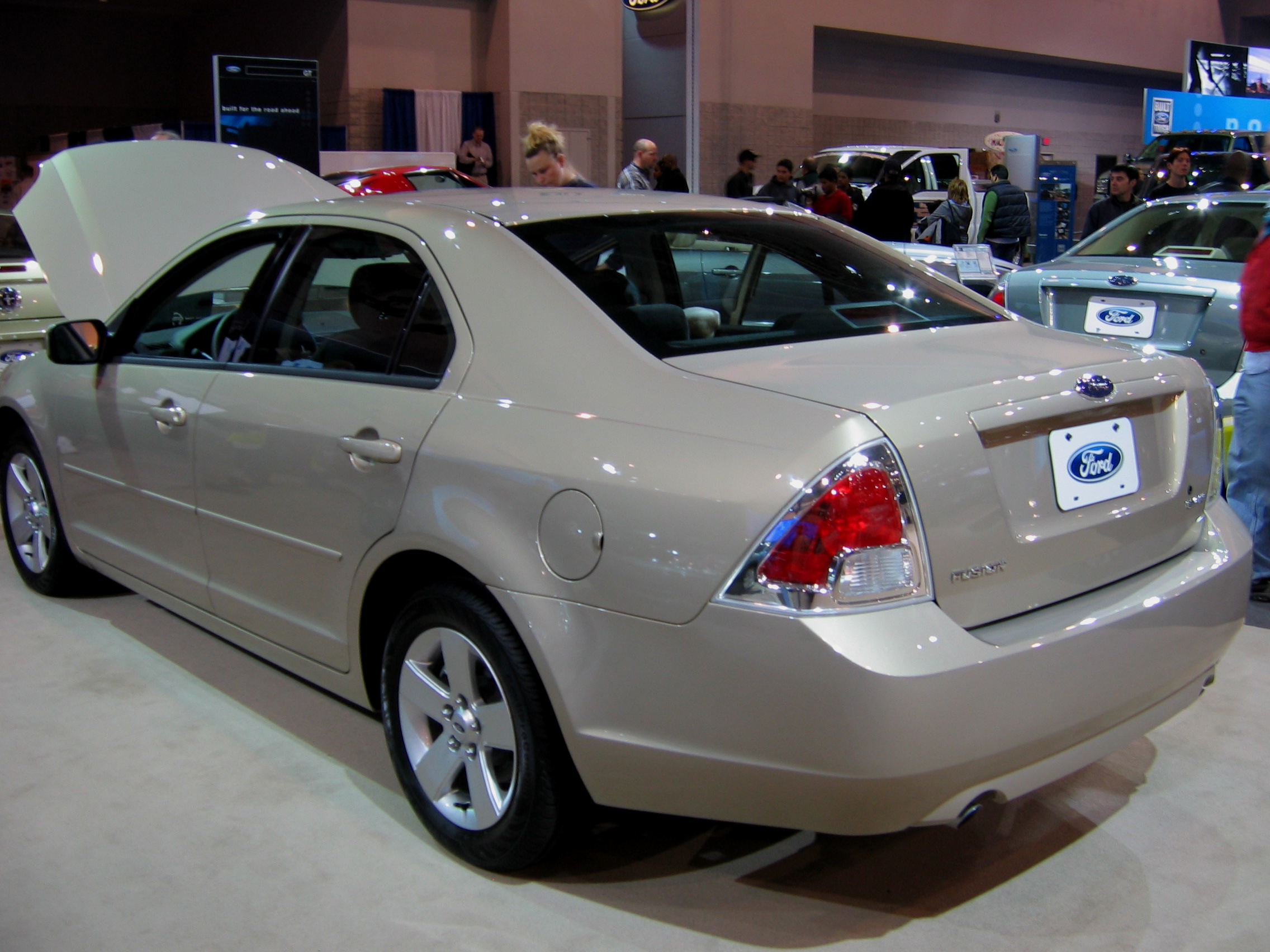
فورد فيوجن (الولايات المتحدة، قبل تغيير الواجهة)

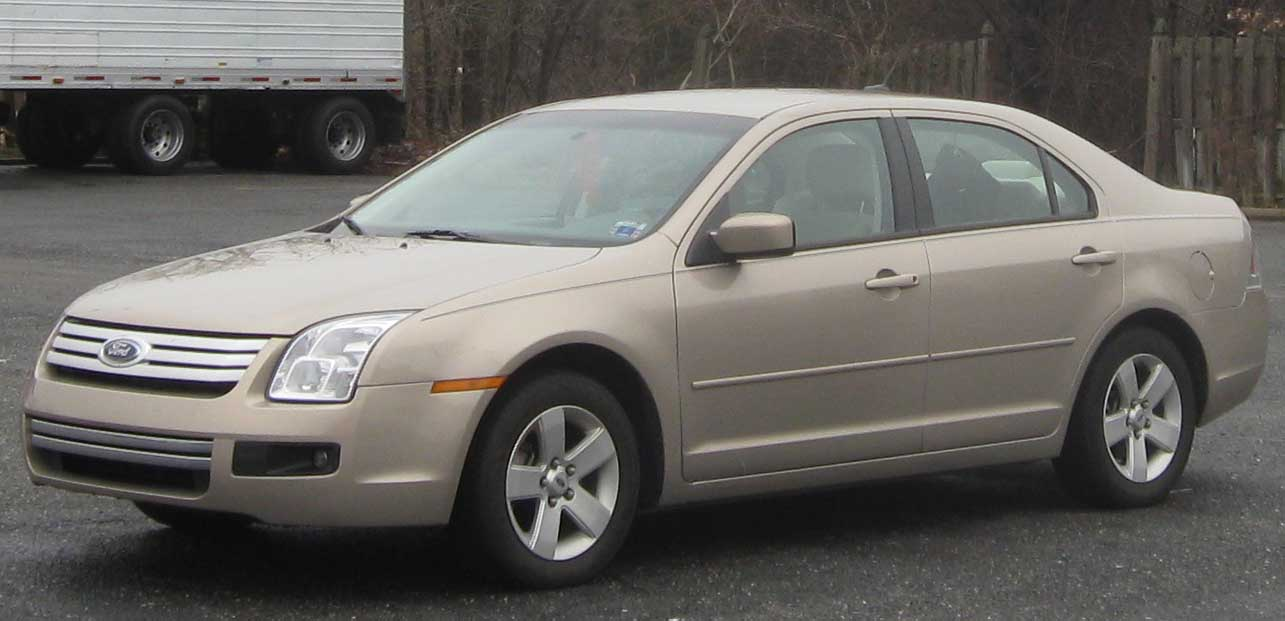
فورد قيوجين (الجيل الأول) 2006 - 2009

## الجيل الأول (2006)
لسيارة إي بي في الأوروبية الصغيرة، انظر فورد فيوجن (أوروبا).
تم بناء فورد فيوجن الجديد على منصة فورد سي دي 3، والتي صممتها مازدا كمنصة مازدا جي. كانت سيارة فيوجن أول سيارة إنتاج تتميز بالشبكة ثلاثية القضبان "الوجه الجديد لفورد".
كانت فيوجن متوفراً في أنواع S وSE وSEL. كان المحرك الأساسي هو محرك مازدا سعة 2.3 لتر ديوراتيك 23 (I4) بقوة 160 حصان (119 كيلو واط)، مقترناً إما بناقل حركة يدوي بخمس سرعات أو ناقل حركة أوتوماتيكي بخمس سرعات، وكلاهما من تصميم شركة مازدا أيضاً. كما تم توفير طرازي SE وSEL بقوة 221 حصان (165 كيلو واط) 3.0 لتر ديوراتيك 30 V6 و6 سرعات أوتوماتيكية. تشترك فيوجن في بعض الأجزاء الداخلية مع إم كي الثالث فورد موندو، مثل جزء من وحدة التحكم والمقاعد.
اعتمد الانصهار بشكل كبير على تصاميم مازدا. استخدمت فورد منصة مازدا جي، والتي أطلق عليها فورد اسم منصة سي دي 3. بالإضافة إلى ذلك، تم تصميم محرك I4، بالإضافة إلى كل من ناقل الحركة بخمس سرعات، بواسطة مازدا. استفاد فيوجن بشكل كبير من هذا، مع تعامل وموثوقية تشبه مازدا. كان محرك V6 المصمم من قبل فورد هو المحرك الرئيسي الوحيد المصمم من قبل فورد أو مكون الهيكل داخل فيوجن.
كانت حملة فورد الإعلانية المبكرة لسيارة فيوجن في الولايات المتحدة بعنوان «الحياة في القيادة»، بينما كانت في كندا «إنشاء رد فعل». في يناير 2007، أطلقت الشركة حملة جديدة لـفيوجن بعنوان «تحدي فيوجن» (أعيدت تسميتها لاحقاً تحدي فيوجن. برزت سيارة فورد فيوجن الأمريكية الفائز على تويوتا كامري وهوندا أكورد بناءً على سمات التصميم والموثوقية من تقارير المستهلك والتعامل و«متعة القيادة» في اختبارات المقارنة المباشرة مع سيارات السيدان اليابانية التي قام بها المشتركون في مجلات السيارة والسائق والطرق والمسار في منطقتي واشنطن العاصمة ولوس أنجلوس.
في يوليو 2007، أفادت شركة موتور تريند أن مجموعة فريق المركبات الخاصة في فورد خططت لإطلاق سيارة فيوجن جي تي في أواخر عام 2009 أو أوائل عام 2010. سيحقق محرك إيكو بوست V-6 سعة 3.5 لتراً حوالي 340 حصاناً. لم تؤت مثل هذه السيارة ثمارها.

### تغييرات النموذج السنوي
لعام 2007، أصبح الدفع الرباعي متاحاً في طرازات V6. أصبح راديو سيريوس للأقمار الصناعية متاحاً كخيار في طرازات إس إي وإس إي إل. تم تقديم مقعد الراكب الأمامي المسطح وأصبح قياسياً في فئتي SEL وSE. اكتسبت فيوجن وسائد هوائية جانبية للمقعد الأمامي، وستارة هوائية جانبية، وإنذار محيط كميزات قياسية، وكلها كانت متوفرة سابقاً كخيارات تكلفة. تمت إضافة مقبس إدخال إضافي للإرسال من مشغل صوتي محمول، إلى جانب بعض التعديلات على المعدات. أصبح نظام ملاحة قائم على دي في دي متاحاً.
بالنسبة لعام 2008، أصبحت مراقبة ضغط الإطارات ونظام آي بي أس من الميزات القياسية. تضمنت الميزات الاختيارية الجديدة نظام المساعدة على الركن الخلفي، ونظام الوسائط المتعددة SYNC ونظام الاتصالات من فورد، والإضاءة الداخلية المحيطة. تم استبدال نظام الملاحة دي في دي بنظام جيل جديد يتميز بأوامر صوتية، وللمرة الأولى أصبح التنقل متاحاً مع ناقل الحركة اليدوي. تمت إزالة عدة ألوان وإضافة البعض الآخر.
تمت إضافة حزمتين جديدتين إلى قائمة الخيارات لعام 2008:

#### حزمة المظهر الرياضي
والتي تضمنت تحسينات داخلية وخارجية مثل عجلات ألمنيوم مصنعة آلياً مقاس 18 بوصة، وجناح خلفي، ونظام تعليق أكثر صلابة، ومحيط بمصابيح ضباب بلون الهيكل، وشبكة بلون الدخان، وإدراج مقاعد حمراء، وخياطة حمراء على الأسطح الجلدية.

#### مون آند تون
والتي تضمنت فتحة سقف كهربائية ونظام صوت اوديوفيلي  بثمانية مكبرات صوت مع مكبر للصوت.
لعام 2009، تمت إضافة التحكم الإلكتروني بالثبات كخيار. أصبحت حزمة المظهر الجديدة ذات الحواف الزرقاء متاحة، وتم إجراء تنقيحات على لوحة الألوان الخارجية.

### مستويات القطع
للفترة 2006-2009:
- إس (S هو النموذج الأساسي، بما في ذلك محرك ديوراتيك I4 سعة 2.3 لتر، ناقل حركة أوتوماتيكي، ناقل حركة يدوي، ستيريو إف وإي إم مع مشغل أقراص مضغوطة أحادي القرص وأربعة مكبرات صوت بالإضافة إلى مقبس إدخال صوتي إضافي (2007-2009)، فولاذ مقاس 16 بوصة، عجلات بأغطية بلاستيكية للعجلات وأسطح مقاعد من القماش ودخول بدون مفتاح.
- إس إي (SE هو نموذجاً تصاعدياً، حيث أضاف عجلات معدنية مقاس 16 بوصة، وستيريو إف إم وإي إم، مع مشغل أقراص CD / MP3، ومقعد السائق الأمامي الكهربائي، ونظام أمان.
- إس إي إل (SEL هو الطراز الأعلى في فئته، بعجلات من الألومنيوم مقاس 17 بوصة، مضيفاً مقاعد أمامية مزدوجة قوية، ثم قدم لاحقاً نظام فورد SYNC فورد القياسي.

في المكسيك، تم تقديم فيوجن في مستويين من القطع خلال (2005-2006): إس إي وإس إي إل، مع ناقل حركة أوتوماتيكي فقط.
بالنسبة لعام 2007، تم تقديم الطراز إس وكان ناقل الحركة اليدوي متاحاً حديثاً لمستويات القطع إس وإس إي. كان هذان الطرازان مزودان بعجلات معدنية قياسية مقاس 16 بوصة، في حين كان طراز إس إي إل مزوداً بعجلات معدنية مقاس 17 بوصة.
أضاف عام 2008 طراز فورد SYNC إلى طراز إس إي إل. توقف ناقل الحركة اليدوي بعد عام 2008 في المكسيك بسبب ضعف المبيعات. كان عام الطراز 2009 عاماً قصيراً جداً في المكسيك لأن 2010 فيوجن وصل إلى الوكلاء بحلول أواخر فبراير 2009.

### المحركات
| المحرك                 | إزاحة (بالبوصة المكعبة) | القوة-الطاقة            | عزم الدوران              |
| ---------------------- | ----------------------- | ----------------------- | ------------------------ |
| 2.3 لتر ديوراتيك 23    | 138 CID                 | 160 حصان (119 كيلو واط) | 155 رطلاً (210 نيوتن متر) |
| 3.2 لتر ديوراتيك 30 V6 | 182 CID                 | 221 حصان (165 كيلو واط) | 205 رطل (278 نيوتن متر)  |
|                        |                         |                         |                          |

### اختبار التصادم
الإدارة الوطنية للسلامة على الطرقات السريعة:
سائق أمامي (2006، 2007، 2008 الإصدار المبكر): 4 من 5 نجوم
سائق أمامي (إصدار 2008 الأحدث، 2009): 5/5 نجوم
الراكب الأمامي (الإصدار المبكر 2006، 2007، 2008): 4 من 5 نجوم
الراكب الأمامي (إصدار لاحق لعام 2008، 2009): 5/5 نجوم
السائق الجانبي (بدون وسادة هوائية جانبية، 2006 فقط): 4 من 5 نجوم
سائق جانبي (وسادة هوائية جانبية): 5/5 نجوم
الراكب الخلفي الجانبي (بدون وسادة هوائية جانبية، 2006 فقط): 4 من 5 نجوم
الراكب الخلفي الجانبي (وسادة هوائية جانبية): 4 من 5 نجوم
التمرير بالدفع الأمامي: 4 من 5 نجوم
التمرير بالدفع الرباعي: 5/5 نجوم
معهد التأمين للسلامة على الطرق السريعة:
إزاحة أمامية (2006، إصدار مبكر2007): مقبول
تعويض أمامي (إصدار لاحق لعام 2007، 2008، 2009): جيد
التأثير الجانبي (بدون وسادة هوائية جانبية، 2006 فقط): ضعيف
التأثير الجانبي (وسادة هوائية جانبية 2006، 2007 التحرير المبكر): مقبول
التأثير الجانبي (الإصدار الأحدث لعام 2007، 2008 حتى الوقت الحاضر): جيد
قوة السقف (2005، 10 ميكروغرام قبل مايو 2010): مقبول
قوة السقف (2010 بعد أبريل 2010-2012): جيد
على الرغم من أن اختبار الإزاحة الأمامية لعام 2007 (الإصدار اللاحق) حتى 2009 حصل على تقييم جيد بشكل عام من قبل معهد التأمين للسلامة على الطرق السريعة، إلا أن مقاييس الإصابة من الرأس / الرقبة والساق اليمنى / القدم تعتبر مقبولة.

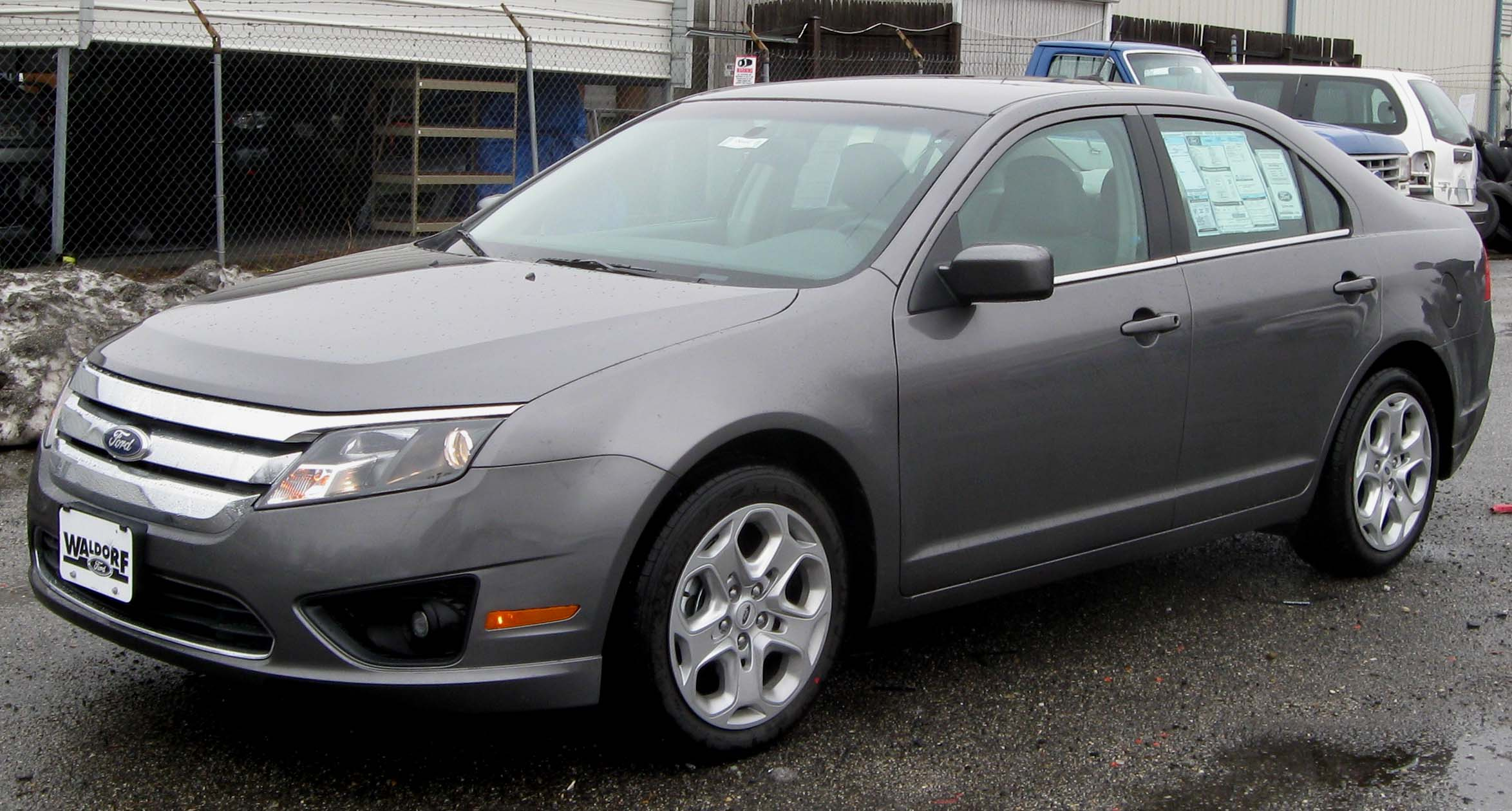
فورد فيوجن (تحديث - 2010)

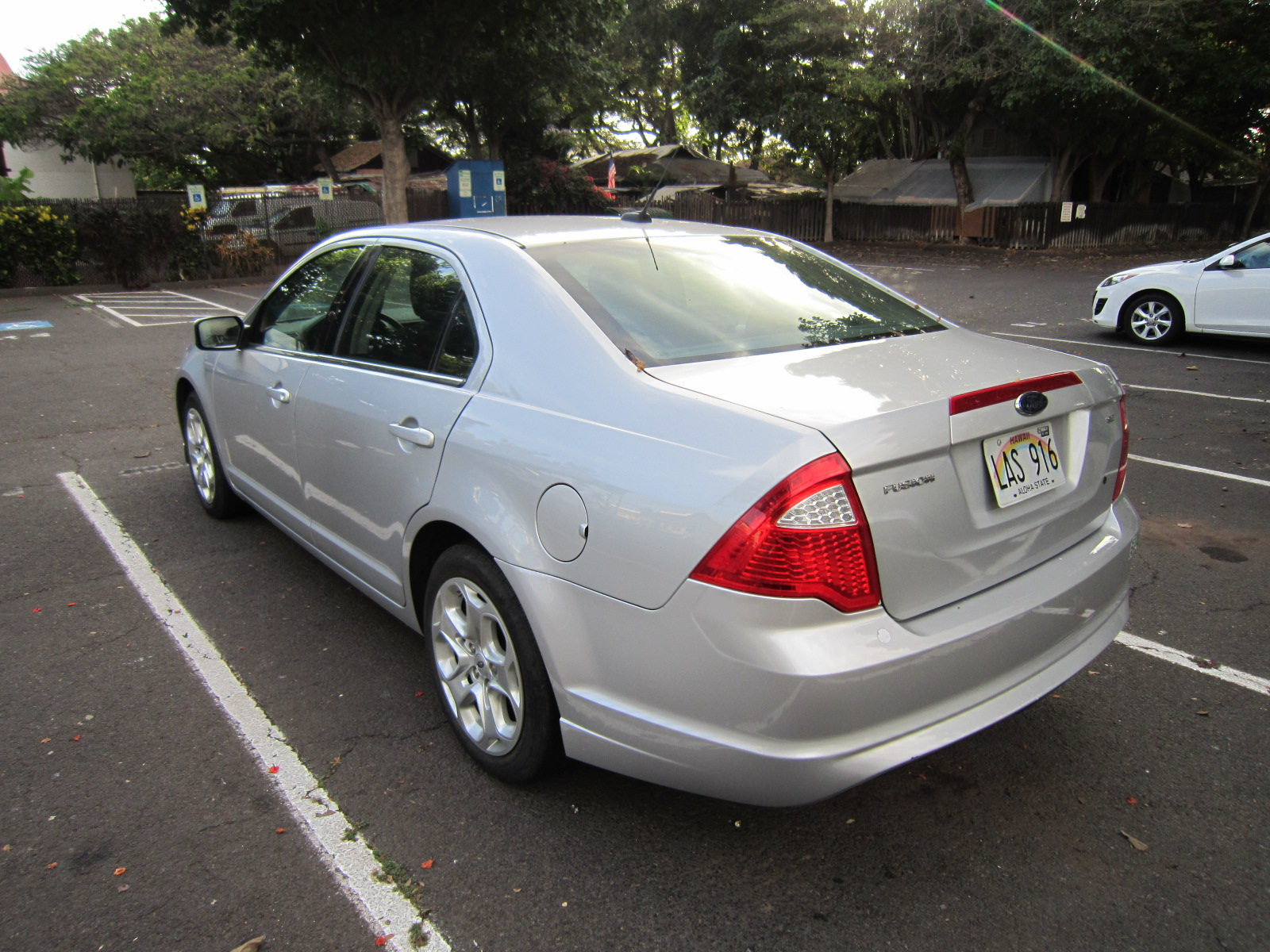
فورد فيوجن (تحديث - 2010)

### تحديث 2010
بالنسبة لعام 2010، قامت فورد بتحديث فيوجن بشكل كبير، جنباً إلى جنب مع ميركوري ميلان ولينكولن MKZ مع تصميمات جديدة للواجهة الأمامية والخلفية وتنقيحات داخلية ومجموعة نقل الحركة. تتشابه خيارات مجموعة نقل الحركة مع تلك التي ظهرت لأول مرة في فورد إسكيب 2009، بما في ذلك محرك 14 2.5 لتر و3.0 لتر ديوراتيك من سلسلة V6 مقترناً بناقل حركة فورد الجديد بست سرعات 6F35. يوفر محرك ديوراتيك سعة 3.0 لتر 240 حصاناً (179 كيلو واط) مع قدرة وقود E85، بينما قدم محرك I4 175 حصانًا (130 كيلو واط). وكان محرك ديوراتيك 35 سعة 3.5 لتر الذي ينتج 263 حصاناً (196 كيلوواط) قياسياً في فيوجن سبورت. تضمنت محركات I4 و3.0 L V6 ميزات التحكم التكيفي في الضربات والتباطؤ القوي لقطع الوقود لتحسين الاقتصاد في استهلاك الوقود. تضمنت التغييرات الداخلية نظاماً جديداً للتحكم في التنقل بشاشة مقاس 8 بوصات وتصميم جديد للكونسول الوسطي وإضاءة العلامة التجارية الجديدة لفورد «آيس بلو» لعناصر التحكم والمقاييس التي يتم مشاركتها مع فورد فوكس وفورد إف 150 الحاليين.

#### مستويات الحافة
كانت إس مرة أخرى هو النموذج الأساسي، بما في ذلك محرك ديوراتيك I4 سعة 2.5 لتر، ناقل الحركة اليدوي، ستيريو إف إم \ إي إم مع مشغل سي دي \ إم بي 3 أحادي القرص، مقبس الإدخال الإضافي وأربعة مكبرات صوت، عجلات معدنية مقاس 16 بوصة، أسطح مقاعد من القماش، والدخول بدون مفتاح.
كانت إس إي هو الطراز متوسط المدى، مضيفاً عجلات فولاذية مقاس 17 بوصة وستة مكبرات صوت ومقعد السائق الأمامي الكهربائي، بالإضافة إلى نظام أمان. كما جاء راديو القمر الصناعي سيريوس بشكل قياسي في هذا الطراز.
كانت إس إي إل هو الطراز العلوي، مع عجلات ألمنيوم مقاس 17 بوصة، ونظام فورد SYNC قياسي وصوت محيطي بقوة 290 وات 12 مكبر صوت، وأسطح جلوس قياسية من الجلد (قماش اختياري للأسطول) وتحكم أوتوماتيكي في درجة الحرارة ثنائي المنطقة، ولوحة مفاتيح باب السائق، ومقاعد أمامية كهربائية مزدوجة.
كانت فورد سبورت نموذجاً قائماً بذاته، حيث تقدم عجلات معدنية قياسية مقاس 18 بوصة، وشبكة أمامية مظلمة (2011-2012)، وجناح خلفي، وتنانير جانبية سفلية للجسم، وأسطح جلوس جلدية، ومحرك ديوراتيك V6 سعة 3.5 لتر، ونظام تعليق رياضي.
تمت إضافة طراز هايبرد إلى طراز إس إي إل، مع محرك ديوراتيك I4 سعة 2.5 لتر بمساعدة محرك كهربائي هجين أتكينسون، ومجموعة عدادات على غرار أوبتترون، ومقاعد أمامية مزدوجة الطاقة، ووضع إيكو درايفر لإخبار السائق بمدى اقتصادية القيادة.

### المحركات
| المحرك                   | إزاحة (بالبوصة المكعبة) | القوة-الطاقة            | عزم الدوران              | المسافة المقطوعة بالغاز                                                                                   | 0-60 ميل في الساعة (0-97 كم / ساعة) |
| ------------------------ | ----------------------- | ----------------------- | ------------------------ | --- | ----------------------------------- |
| 2.5 لتر ديوراتيك 25 - I4 | 152                     | 175 حصان (130 كيلو واط) | 172 رطلاً (233 نيوتن متر) | 23 ميلا في الغالون في المدينة 33 ميلا في الغالون على الطريق السريع 26 ميلا في الغالون مجتمعة (أوتوماتيكي) | 8.0 ثانية                           |
| 3.0 لتر ديوراتيك 30 - V6 | 182                     | 240 حصان (179 كيلو واط) | 223 رطل (302 نيوتن متر)  | 20/28/23 دفع أمامي 18/26/20 دفع رباعي بنزين / وقود مرن E85                                                | 7.4 ثانية                           |
| 3.5 لتر ديوراتيك 35 - V6 | 213                     | 263 حصان (196 كيلو واط) | 249 رطل (338 نيوتن متر)  | 21/27/18 دفع أمامي (فورجين سبورت) 19/24/17 دفع رباعي (فورجين سبورت)                                       | 6.5 ثانية                           |
| 2.5 لتر ديوراتيك 25 - I4 | 152                     | 156 حصان (116 كيلو واط) | 136 رطل (184 نيوتن متر)  | 41 ميلا في الغالون في المدينة 36 ميلا في الغالون على الطريق السريع 39 ميلا في الغالون مجتمعة (هايبرد)     | 7.8 ثانية                           |

### تصنيفات السلامة
تم تضمين تشكيلة فورد فيوجن في تصنيف «أفضل اختيارات السلامة» لمعهد التأمين للسلامة على الطرق السريعة لعام 2010 للفئة متوسطة الحجم. نظراً لحقيقة أن فورد قامت بتعديل وتعزيز هيكل السقف لسيارات فلكس وفيوجن وإن كي تي، فإن تصنيفات 2010 هذه تنطبق فقط على لينكولن إم كي زد وميركوري ميلان وفيوجن المبنية بعد أبريل 2010.

### مخاوف السلامة
مخاوف تتعلق بالسلامة
في يونيو 2010، أفيد أن الإدارة الوطنية للسلامة المرورية على الطرق السريعة كانت تحقق في التسارع غير المقصود المرتبط بالعوامة في فورد فيوجن 2010 وميركوري ميلان. وفقاً لتقديرات الإدارة الوطنية للسلامة المرورية على الطرق السريعة، يمكن أن تتأثر ما يصل إلى 249301 سيارة.
في 28 مايو 2010، أصدرت الإدارة الوطنية للسلامة المرورية على الطرق السريعة بياناً مفاده أن تكديس حصائر الأرضيات في جميع الأحوال الجوية من أي مصنع فوق حصيرة أرضية المصنع يمكن أن يتسبب في انحباس المسرع.  ذكروا في بيانهم الصحفي ما يلي: "تحث الإدارة الوطنية للسلامة المرورية على الطرق السريعة سائقي سيارات فيوجن 2010 على التأكد من عدم تكديس سجادة الأرضية المطاطية" في جميع الأحوال الجوية " أعلى سجادة الأرضية المغطاة بالسجاد المؤمن.علاوة على ذلك، يتم تذكير السائقين بضمان عدم  تم تركيب حصائر الأرضية من جانب السائق (سواء كانت سجادة أرضية مغطاة بالسجاد أو سجادة أرضية لجميع الأحوال الجوية) بشكل صحيح ومثبتة بواسطة خطافات التثبيت على لوح الأرضية. اعتماداً على تصميم السيارة وحصيرة الأرضية، من الممكن أن تتداخل الحصائر غير المؤمنة مع  دواسات المسرع أو الفرامل في مجموعة كبيرة من المركبات. لذلك، تذكر الإدارة الوطنية للسلامة المرورية على الطرق السريعة جميع السائقين من جميع الماركات والموديلات بفحص دواسات أرضية جانب السائق للتثبيت الآمن واتباع جميع إرشادات الشركة المصنعة لتركيب الحصائر.
في 2 أكتوبر 2014، فتح مكتب التحقيق في العيوب التابع لـ الإدارة الوطنية للسلامة المرورية على الطرق السريعة تحقيقاً في النظام الفرعي للتوجيه المعزز بالطاقة الإلكترونية (EPAS) المستخدم في فورد فيوجن وميركوري ميلان ولينكولن إم كي زد مع سنوات طراز بين 2010 و2012. تم فتح التحقيق رداً على ذلك  إلى أكثر من 500 شكوى حيث أبلغ سائقي السيارات عن فقدان مفاجئ لتوجيه الطاقة أثناء القيادة. تم تضمين ما يقدر بـ 938000 مركبة في التحقيق. التحقيق ما زال جار.
في 27 مايو 2015، أصدرت شركة فورد استدعاءاً لسيارات فورد فيوجن وميركوري ميلان ولينكولن إم كي زد 2011-2012 المصنوعة في المكسيك جنباً إلى جنب مع فورد توروس وفورد فليكس ولينكولن إم كي إس ولينكولن إم كي تي 2011-2013 التي تم بناؤها في شيكاغو أو أواكفيل. يتضمن الإصلاح تحديث البرنامج و/ أو استبدال التوجيه بسبب عطل في جهاز الاستشعار.

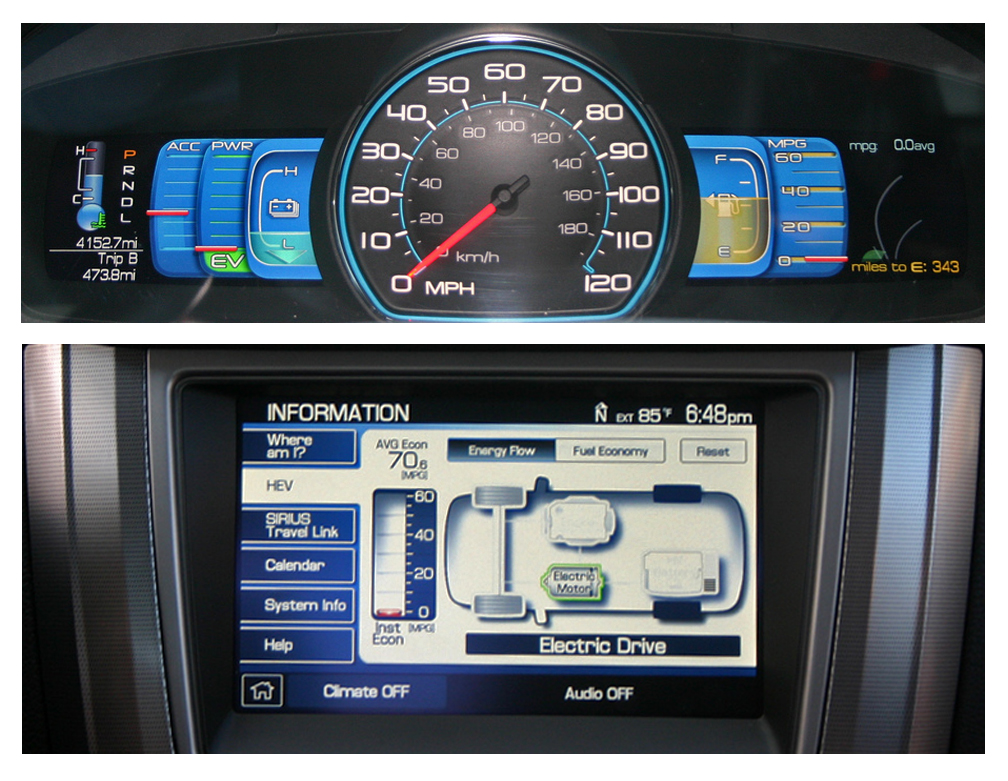
يحتوي فورد فيوجن على لوحات رقمية لتتبع القيادة الاقتصادية (أعلى)، ودفع محرك الهجين الحالي (أسفل)

### نسخة كهربائية هجينة
المقال الرئيسي: فورد فيوجن هايبرد
فورد فيوجن هايبرد 2010 هي نسخة تعمل بالبنزين والكهرباء الهجين من سيارة فيوجن متوسطة الحجم تم إطلاقها في السوق الأمريكية في مارس 2009، بسعر بيع أولي قدره 27,270 دولاراً أمريكياً. تقييمات وكالة حماية البيئة لـفورد فيوجن هايبرد هي 41 ميلا في الغالون في المدينة و36 ميلا في الغالون على الطريق السريع. في داخل المدينة يقود (يقطع) التنك الممتلئ حوالي 700 ميل. في أبريل 2009، أطلق محررو كيلي بلو بوك سيارة  فورد فيوجن هايبرد لعام 2010 على قائمة «أفضل 10 سيارات صديقة للبيئة» لعام 2009.
تأهل فورد فيوجن للحصول على ائتمان ضريبي مختلط بقيمة 3,400 دولار أمريكي قبل 31 مارس 2009. وانخفض الائتمان إلى 1700 دولار أمريكي إذا تم شراؤه بحلول 30 سبتمبر 2009، وإلى 850 دولاراً أمريكياً إذا تم شراؤه بحلول 31 مارس 2010. تم التخلص التدريجي من هذا الائتمان  1 أبريل 2010.
يحصل هذا الطراز على اقتصاد وقود أفضل وفقاً لتقديرات وكالة حماية البيئة من تويوتا كامري هايبرد، ونيسان ألتيما هايبرد، وشفروليه ماليبو هايبرد، التي يُنظر إليها على أنها منافسة لها في فئة سيارات السيدان متوسطة الحجم.
وجدت تقارير المستهلك في منشورها في 6 ديسمبر 2012 أن الاقتصاد في استهلاك الوقود الذي تم اختباره في فورد فيوجن هايبرد وفورد فيوجن سي ماكس. كان 20 ٪ (8 ميلا في الغالون) أقل من مطالبات وكالة حماية البيئة بالأميال. بعد العديد من التقارير الواردة من مالكي سيارات فورد فيوجن هايبرد ووسائل الإعلام التي حصلت على أقل من (47 ميلا في الغالون في المدينة)(47 ميلا في الغالون على الطريق السريع)(47 ميلا في الغالون المشترك) تم رفع دعوى جماعية ضد شركة فورد في 26 ديسمبر 2012. استعرضت تقارير المستهلك العديد من طرازات ونماذج السيارات الأخرى ووجدت أن فيوجن هايبرد من فورد كان الأسوأ أداءً مقارنةً بتصنيفات كفاءة الوقود في وكالة حماية البيئة في استخدام العالم الحقيقي مقارنة بـ 16 سيارة أخرى بما في ذلك الهجينة.

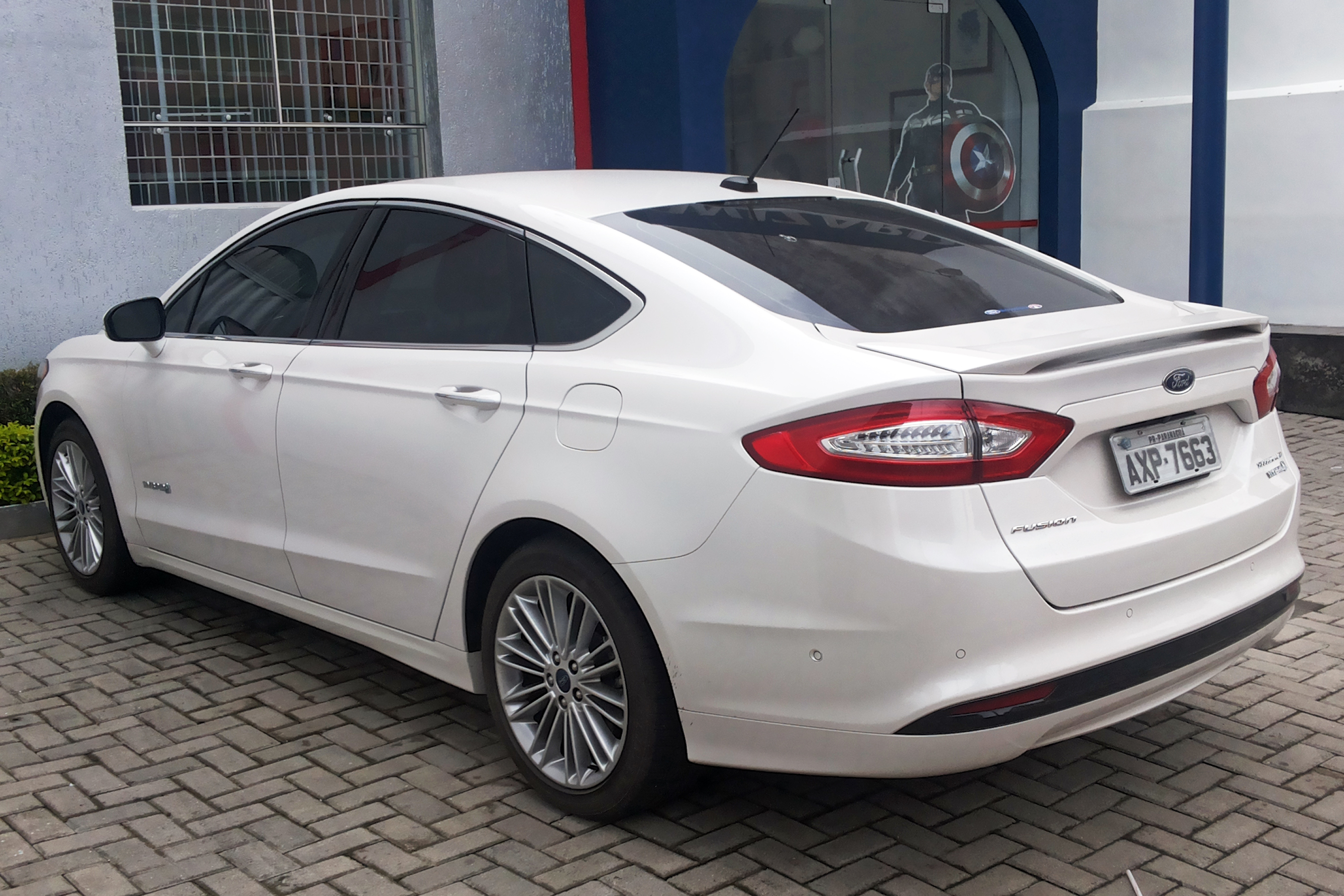
فورد فيوجن 2014 (الجيل الثاني)

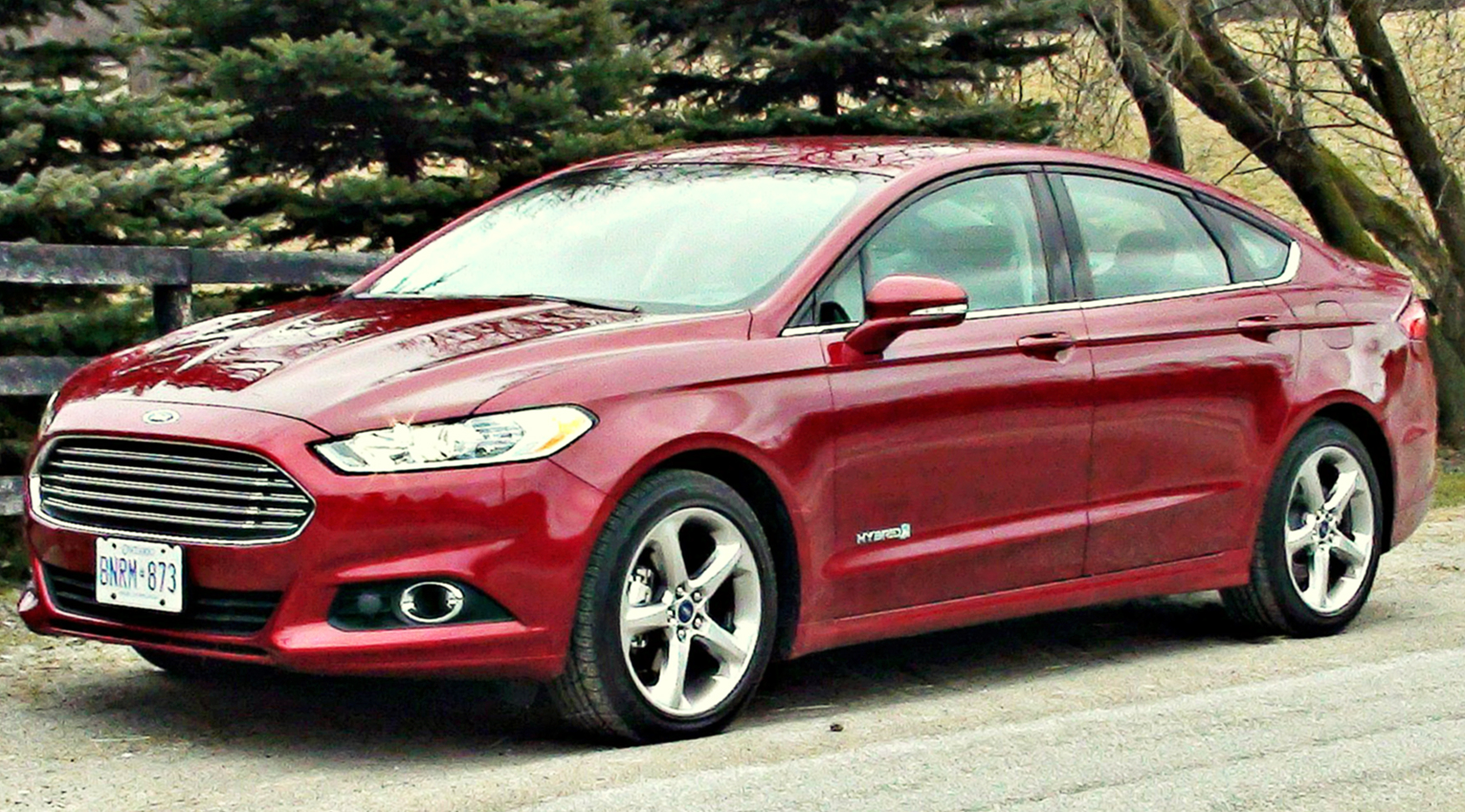
فورد فيوجين 2013 (الجيل الثاني)

## الجيل الثاني (2013)
تم الكشف عن الجيل الثاني من فيوجن في معرض أمريكا الشمالية الدولي للسيارات لعام 2012 كنموذج 2013. تم بناء فيوجن المعاد تصميمه على منصة فورد CD4 وهو مثال على إستراتيجية فورد العالمية للسيارة «ون فورد»، مع تصميم بقيادة فورد الأوروبية، بدأ مع فورد فوكس ثم توسيع إنتاج فورد فيستا، وكلاهما جاء إلى شمال أمريكا في عام 2012. يمثل الطراز الجديد إعادة تجميع لمنصة فورد متوسطة الحجم لكل من أوروبا والأمريكتين - برنامج CDW27 الذي أنتج فورد كونتور وميركوري ميستيك، وكان الطراز الأوروبي الأصلي مينودو هو محاولة الشركة السابقة في سيارة متوسطة الحجم للعالم، قوبلت بنجاح متباين.
كمشروع ون فورد، تم تكليف رئيس فريق التصميم المتقدم في فورد الأوروبية (كريس هاميلتون) كمصمم رئيسي في ديترويت، تحت ستار كبير المصممين الخارجيين لفورد / لينكولن، مع دعم التصميم بقيادة استوديوهات فورد الأوروبية في ألمانيا والمملكة المتحدة. تم إجراء اختبار وتطوير الإصدارات المحلية في كل من أمريكا الشمالية وأوروبا، مما أدى إلى خيارات مختلفة للمحرك وعلب التروس الأوتوماتيكية وإعدادات التعليق والإطارات.
مثل الجيل السابق فيوجن، يتم التجميع النهائي في هيرموسيلو الختم والتجميع، هيرموسيلو، سونورا، المكسيك. نظراً للمبيعات القوية لطراز العام 2013 المعاد تصميمه، تمت إضافة سعة إضافية في مصنع تجميع الصخور المسطحة، في ميشيغان. سيستمر تجميع النسخة الهجينة وفورد انرجي الهجين في المكسيك. فاز مصنع التجميع المكسيكي بجائزة معهد ماساتشوستس للتكنولوجيا، جائزة أفضل مصنع سيارات في العالم. في أوروبا والأسواق الدولية الأخرى، يتشابه نطاق المحركات، لكن 2.5 سيكون متاحاً فقط في أمريكا الشمالية. في الأسواق الدولية، يُزعم أن محرك إيكو بوست ثلاثي الأسطوانات 1.0 لتر بقوة 123 حصاناً، ينتج 125 غراماً في الكيلومتراً من انبعاثات ثاني أكسيد الكربون؛ ومن المتوقع -وقتها- إطلاق محرك فورد فيوجن إنرجي الهجين بين عامي 2014 و 2015.
تم بناء الجيل الثاني من فيوجن بقاعدة عجلات أطول بـ 122 مم (4.8 بوصة) من منصة سي دي 3 للطراز السابق، وهي أكبر بمقدار 28 مم (1.1 بوصة) وأعرض 18 مم (0.7 بوصة) وأعلى 31 مم (1.2 بوصة). على عكس نظام التعليق الأمامي المزدوج للجيل الأول من فيوجن، يوجد في المقدمة دعامات ماكفيرسون، وفي الخلف يوجد تعليق خلفي متعدد الوصلات. على الرغم من الأبعاد الخارجية الأكبر، تقلصت بعض جوانب المقصورة الداخلية، بما في ذلك الجذع الذي انخفض قليلاً من 467 إلى 453 لتراً (16.5 إلى 16.0 قدماً مكعباً).
يتوفر فيوجن 2013 في مستويات إس وإس سي وتيتانيوم. قامت شركة فورد بتجميع خمسة محركات مختلفة للجيل الثاني، بما في ذلك نوعان هجينان. جميع المحركات المتوفرة عبارة عن عروض من أربع أسطوانات، مما أدى إلى إسقاط محرك V6 سعة 3.0 لتر السابق كخيار محرك من الدرجة الأولى، كجزء من دفع فورد للتخلص التدريجي من ديوراتيك 30 المتقادم، بالإضافة إلى حزمة الرياضة 3.5 لتر V6 كخيار أداء. في تحديث 2017، عاد الطراز الرياضي، مدعوماً بمحرك V6 سعة 2.7 لتر مزود بشاحن توربيني.

### فورد فيوجن إنرجي بلوغ إن
قدم الجيل الثاني من فيوجن العديد من تقنيات مساعدة السائق القائمة على أجهزة الاستشعار والكاميرات والرادار. تشمل ميزات السلامة نظام الحفاظ على المسار؛ ضبط سرعة السيارة لتغيير ظروف حركة المرور من خلال التحكم التكيفي في ثبات السرعة مع نظام التحذير من الاصطدام الأمامي؛ مساعد الركن النشط المقترن بكاميرا خلفية احتياطية؛ ونظام معلومات النقطة العمياء (الإختصارBLIS) مع تنبيه حركة المرور المتقاطعة، والذي يتكون من مستشعرات في كل من الألواح الربعية الخلفية قادرة على اكتشاف حركة المرور في المنطقة العمياء للسائق، مما يوفر تحذيرات صوتية ومرئية في حالة اكتشاف حركة المرور غير المرئية من قبل السائق. تتيح تقنية نظام معلومات النقطة العمياء التنبيه عبر حركة المرور الخلفية، مما يساعد السائقين على التراجع عن أماكن وقوف السيارات حيث يتم إعاقة الرؤية. تشمل ميزات الأمان الأخرى فورد سينس، وأحزمة الأمان القابلة للنفخ للصف الثاني، وبدء التشغيل التلقائي، والتوجيه بمساعدة الطاقة، والدفع الذكي بجميع العجلات.
بالنسبة لعام 2014، كان التغيير الرئيسي هو أن نسخة سعة 1.5 لتر تحل محل المحرك السابق سعة 1.6 لتر المزود بشاحن توربيني رباعي الأسطوانات. كان هذا نتيجة لانخفاض معدل الضريبة في الصين كثيراً على السيارات التي يقل إزاحتها عن 1500 سم مكعب.

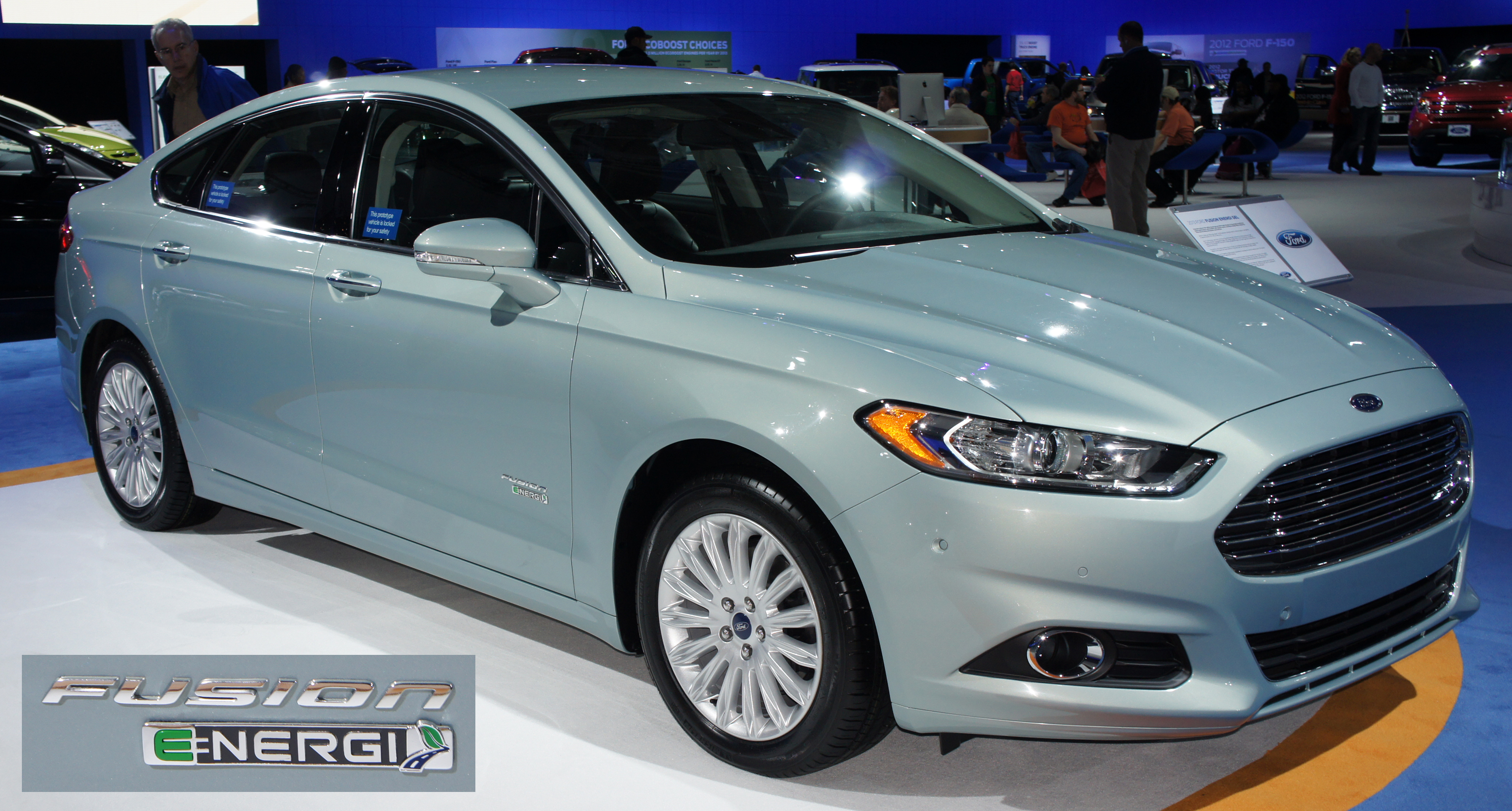
فورد فيوجين إنرجي (بلوغ إن - هايبرد) 2012

### الموديلات
- إس النموذج الأساسي، الذي يوفر محرك ديوراتيك I4 سعة 2.5 لتر، ناقل حركة أوتوماتيكي، ستريو شاشة ملونة إف إم وي إم مع مشغل سي دي إم بي 3 أحادي القرص، ويو أس بي، واتصال بلوتوث، مقابس إدخال مساعدة وراديو سيريوس للأقمار الصناعية، فورد سينس نظام وأربعة مكبرات صوت وكاميرا خلفية مزودة بإرشادات تنشيط الحركة وأسطح مقاعد من القماش وعجلات فولاذية مقاس 16 بوصة مع أغطية عجلات بلاستيكية ومقابض أبواب من الكروم وإمكانية الدخول بدون مفتاح بمفتاح على شكل لوحة مفاتيح.
- تضيف إس إي ستة مكبرات صوت وعجلات معدنية مقاس 17 بوصة ومقعد السائق الأمامي الكهربائي. تتوفر حزمة س.ي.لوكسري التي تضيف ميزات مثل المقاعد الأمامية المزدوجة الكهربائية وأسطح المقاعد الجلدية والمقاعد الأمامية المزدوجة المدفأة ونظام ذاكرة السائق وعجلة القيادة المكسوة بالجلد.
- تيتانيوم (يحل محل إس إي إل) يضيف أسطح جلوس جلدية، ومقاعد أمامية مدفأة، ومقاعد أمامية مزدوجة كهربائية، ونظام ماي فورد تتش مع راديو إتش دي إي إم \ إف إم راديو (لاحقاً سينس 3 مع أبل كاربلاي وتكامل الهاتف الذكي أندرويد أوتو)، وواحد - مشغل أقراص سي دي إم بي 3، وفتحة بطاقة إس دي، ويو أس بي، وإي في، ومآخذ إدخال إضافية، وتشغيل بضغطة زر، ووصول بدون مفتاح، ونظام صوت محيطي ممتاز من سوني بقدرة 390 وات، وعجلات معدنية مقاس 18 بوصة.
- يتم تقديم هايبرد في نفس الطرازات الثلاثة ولكن لعام 2017، يتم تقديمها بأربعة طرازات إس وإس إي وبلاتينيوم وتيتانيوم.
- الرياضة المتاحة ابتداءً من عام 2017، تم استبدال إنلاين4 بمحرك 2.7 إيكو بوست 325 حصان V6، ويضيف شبكة سوداء، وعجلات مقاس 19 بوصة، وجناح خلفي، وأنابيب عادم رباعية، ونظام دفع رباعي قياسي.
- تمت إضافة بلاتينيوم إلى عائلة فورد فيوجن لعام 2017 ولديه العديد من الميزات القياسية مثل فتحة سقف كهربائية وفتاحة جراج عالمية وشبكة كروم فاخرة رياضية وأسطح جلوس نابا الجلدية والمقاعد الأمامية المُدفأة والمبردة.
- إنرجي بلوغ إن نسخة هجينة من فيوجن تقدم بفئتين إس إي SE وتيتانيوم حتى عام 2017. تمت إضافة فورد فيوجن بلاتينيوم إنرجي إلى عائلة فورد إنرجي لعام 2017.

### المحركات
| السنة             | المحرك                        | الإزاحة (بالبوصة المكعبة) | الطاقة-القوة (د.ق - دورة في الدقيقة) | عزم الدوران (د.ق - دورة في الدقيقة)(ن.م - نيوتن متر) | الاقتصاد في استهلاك الوقود (مدينة / طريق سريع / مشترك) |
| ----------------- | ----------------------------- | ------------------------- | ------------------------------------ | ---------------------------------------------------- | ------------------------------------------------------ |
| 2013 للوقت الحالي | 2.5 لتر ديوراتيك 25 - I4      | (152)                     | 175 حصان (130 كيلو واط) عند 6000 د.ق | 175 رطل·قدم (237 ن·م) عند 4500 د.ق                   | 21/32/25 (6 سرعات أوتوماتيك F6)                        |
| 2014 للوقت الحالي | 1.5 إيكو بوست (شاحن تيربو) 14 | (92 )                     | 181 حصان (135 كيلو واط) عند 6000 د.ق | 185 رطل·قدم (251 ن·م) عند 4320 د.ق                   | 23/34/27 (6 سرعات أوتوماتيك 6F35)                      |
| 2013-2014         | 1.6 إيكو بوست (شاحن تيربو) 14 | (97)                      | 179 حصان (133 كيلو واط) عند 5700 د.ق | 184 رطل·قدم (249 ن·م) عند 2500 د.ق                   | 25/37/29 (6 سرعات B6 manual)                           |
| 2013              | 1.6 إيكو بوست (شاحن تيربو) 14 | (97)                      | 179 حصان (133 كيلو واط) عند 5700 د.ق | 184 رطل·قدم (249 ن·م) عند 2500 د.ق                   | 23/36/28 (6 سرعات أوتوماتيك 6F35)                      |
| 2013              | 1.6 إيكو بوست (شاحن تيربو) 14 | (97)                      | 179 حصان (133 كيلو واط) عند 5700 د.ق | 184 رطل·قدم (249 ن·م) عند 2500 د.ق                   | 24/37/28 (6 سرعات أوتوماتيك 6F35)                      |
| 2013 للوقت الحالي | 2.0 إيكو بوست (شاحن تيربو) 14 | (122)                     | 240 حصان (179 كيلو واط) عند 5500 د.ق | 270 رطل·قدم (366 ن·م) عند 3000 د.ق                   | 21/31/25 (FWD) (6 سرعات أوتوماتيك 6F)                  |
| 2013 للوقت الحالي | 2.0 إيكو بوست (شاحن تيربو) 14 | (122)                     | 240 حصان (179 كيلو واط) عند 5500 د.ق | 270 رطل·قدم (366 ن·م) عند 3000 د.ق                   | 20/29/23 (AWD) (6 سرعات أوتوماتيك 6F)                  |
| 2013 للوقت الحالي | ديوراتيك 20 - 14              | (122)                     | 141 حصان (105 كيلو واط) عند 6000 د.ق | 129 رطل·قدم (175 ن·م) عند 4000 د.ق                   | 43/41/42(فورد HF35 هايبرد eCVT)                        |
| 2013 للوقت الحالي | ديوراتيك 20 - 14              | (122)                     | 188 حصان (140 كيلو واط) هورس باور    | 177 رطل·قدم (240 ن·م) نظام الدوران                   | 43/41/42(فورد HF35 هايبرد eCVT)                        |
| 2017- 2019        | 2.7 إيكو بوست (شاحن تيربو) 14 | (164)                     | 325 حصان (242 كيلو واط) عند 5500 د.ق | 380 رطل·قدم (515 ن·م) عند 3000 د.ق                   | 17/26/20 (6 سرعات أوتوماتيك 6F55)                      |

قدم فيوجن 2017-2020 محرك 2.0 منقحاً مع شاحن توربيني مزدوج التمرير ينتج 245 حصاناً و 275 رطلاً مع زيادة إجمالية قدرها 1 ميل في الجالون في الاقتصاد في استهلاك الوقود.

### الهجين
تشتمل مجموعة 2013 الجديدة أيضاً على نسخة هجينة من الجيل التالي، ونسخة هجينة تعمل بالكهرباء، وهي فورد فيوجن إنرجي. أصبحت فورد فيوجن أول سيارة سيدان إنتاجية تقدم هذه الخيارات الثلاثة. بدأت مبيعات الإصدار الهجين الذي يعمل بالبنزين في الولايات المتحدة في أكتوبر 2012. من المتوقع -وقتها- أن تبدأ المبيعات في أوروبا وآسيا، مثل فورد موندو، في عام 2013. بدأت عمليات تسليم فيوجن إنرجي في الولايات المتحدة في فبراير 2013. وبدأت مبيعات تشكيلة مونديو، بما في ذلك الطراز الهجين، في ألمانيا في أغسطس 2014.
بالنسبة للجيل الثاني من فيوجن هايبرد، تم استبدال بطاريات هيدريد النيكل والمعدن المستخدمة في الجيل الأول الهجين ببطاريات ليثيوم أيون. يعد عام الطراز 2013 أكثر كفاءة في استهلاك الوقود من سابقه، مع تصنيف وكالة حماية البيئة الأمريكية البالغ 47 ميلا في الغالون ‑ الولايات المتحدة (5.0 لتر / 100 كم ؛ 56 ميلا في الغالون) مع نفس التصنيف للدورات المشتركة / المدينة / الطرق السريعة . هذا التصنيف هو أيضاً نفس التصنيف الذي حققته فورد في سيارة فورد سي ماكس هايبرد 2013، حيث يشترك كلا الهجينين في نفس المحرك ومجموعة نقل الحركة.
 سمحت هذه التصنيفات لعام 2013 فيوجن هايبرد بالتفوق على سيارة تويوتا كامري هايبرد إل إي لعام 2012 بمقدار 4 ميلا في الغالون (0.5 لتر / 100 كم؛ 4.8 ميلا في الغالون) في المدينة و8 ميلا في الغالون (1 لتر / 100 كم؛ 9.6 ميلا في الغالون) الطريق السريع، وأن تصبح أكثر سيارات السيدان الهجينة متوسطة الحجم كفاءة في الولايات المتحدة اعتباراً من سبتمبر 2012. يتم الحصول على (ديوراتيك c2.5) و (إيكو بوست 1.5 و1.6 و2.0) من تشيهواهوا - بالمكسيك؛ كرايوفا - رومانيا؛ بريدجند-ويلز؛ وفالنسيا - إسبانيا على التوالي. يتم الحصول على ناقل الحركة الأوتوماتيكي 6F وHF35 من مصنع ناقل الحركة فان ديك التابع لشركة فورد في ستيرلينج هايتس بولاية ميشيغان، بينما يتم إنتاج دليل B6 في منشأة جيترج فورد ترانسميشن جيم في هالوود بالمملكة المتحدة.

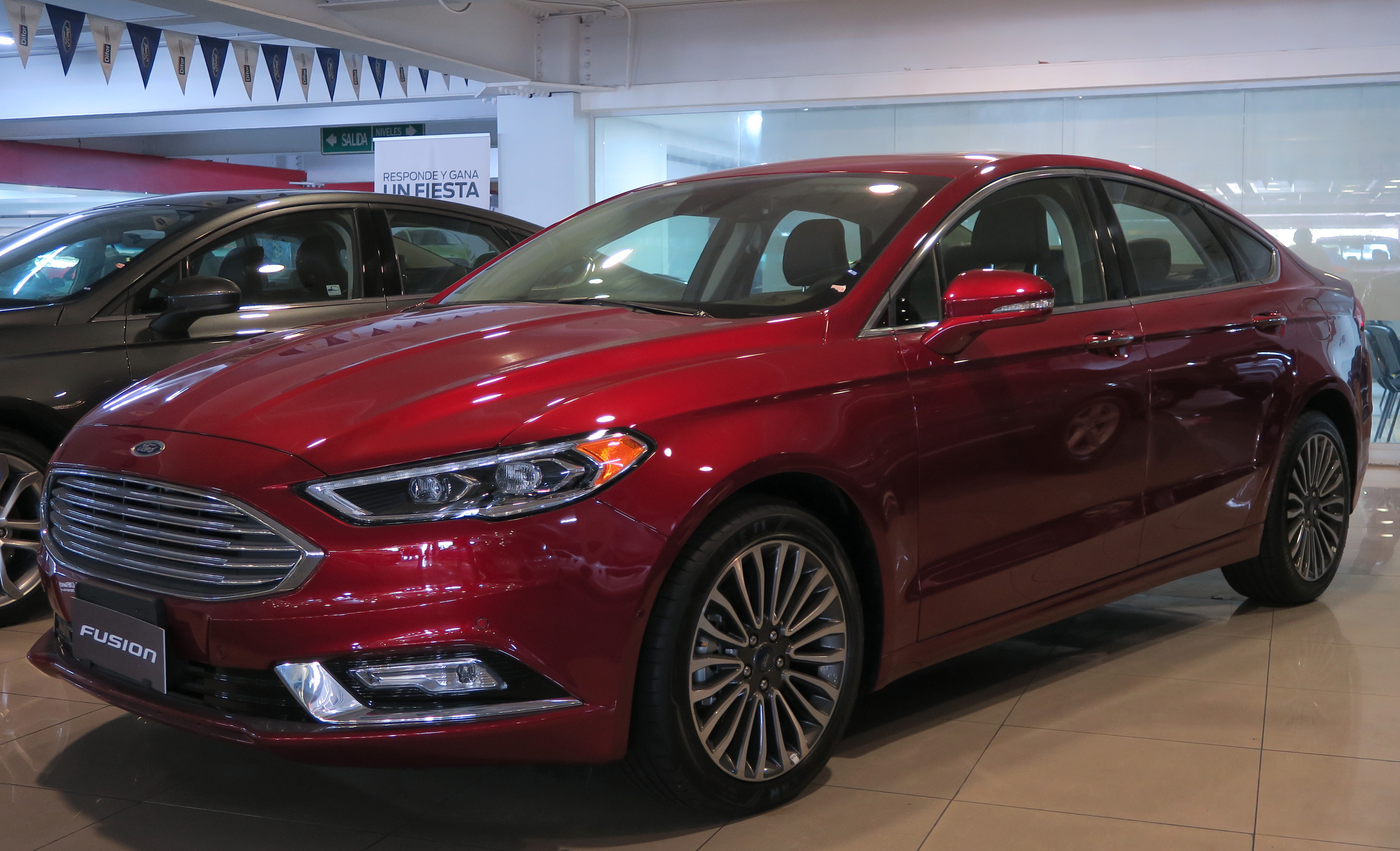
فورد فيوجن 2017 (شد الواجهة)

### 2017 شد الواجهة
قامت شركة فورد بتحديث سيارة فيوجن لعام 2017. تم الكشف عن النسخة المحسنة لأول مرة في معرض أمريكا الشمالية الدولي للسيارات 2016 في 11 يناير 2016.
تلقت جميع فيوجن حزماً جديدة، وتصميماً جديداً للجهة الأمامية والخلفية، وناقل حركة أوتوماتيكي جديد يتم التحكم فيه بشكل دوار، ومستويان جديدان من طراز فيوجن الذي يعمل بالبنزين: الرياضة عالية الأداء، والتي تمثل المرة الأولى التي يتم فيها استخدام محرك V6  مثبتة في الجيل الثاني من فيوجن، وبلاتينيوم، والتي تضيف المزيد من الميزات الفاخرة إلى مستوى القطع التيتانيوم الأعلى سابقاً (يتوفر البلاتينيوم أيضاً لكل من طرازي فورد هايبرد وفورد إنرجي).
الجديد أيضاً لعام 2017 في معظم طرازات فيوجن هو نظام المعلومات الترفيهي الجديد سنس 3 من فودر مع توافق أندرويد أوتو وأبل كار بلاي، والذي يحل محل نظام المعلومات والترفيه ماي فورد تتش الذي تم تقديمه في فيوجن 2016.
يبدأ السعر من 22,120 دولار أمريكي لطراز فيوجن إس الذي يعمل بالغاز الأساسي مع محرك 2.5 لتر ديوراتيك I4، ويبلغ 39120 دولار أمريكي لطراز فورد فيوجن بلاتينيوم الأفضل مع محرك دورة أتكينسون14 2.0 لتر ومحرك الكهرباء مع وضع إيف.

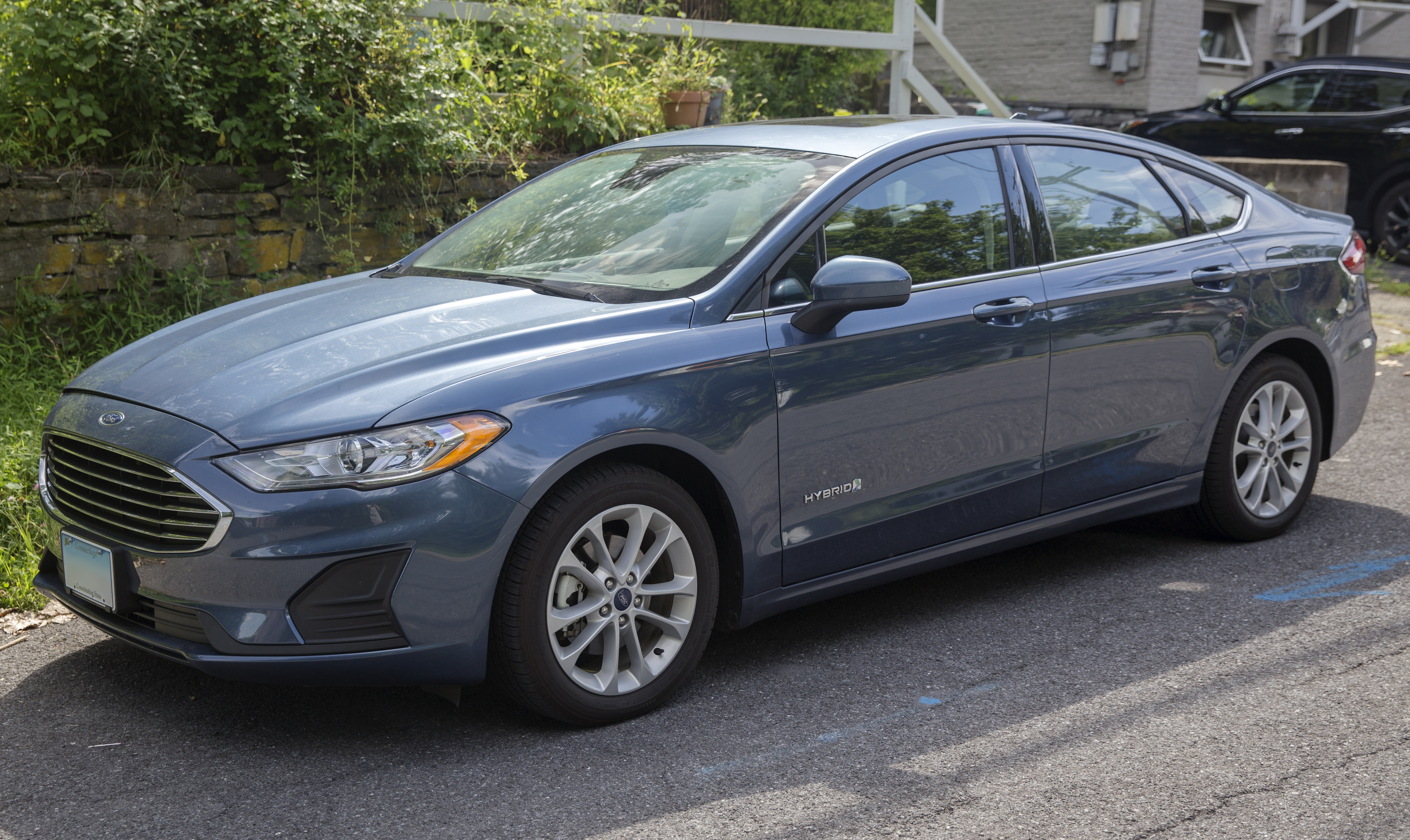
فورد فيوجن 2019 (شد الواجهة)

### 2019 شد الواجهة
قامت شركة فورد مرة أخرى بتحديث فيوجن لعام 2019. ظهر هذا الإصدار لأول مرة في معرض نيويورك الدولي للسيارات 2018، وتقرر طرحه للبيع في أواخر صيف 2018.
تضيف سيارة فيوجن 2019 مجموعة السلامة «سو بيلوت 360» من فورد كتجهيز قياسي في جميع الطرازات. ويشمل نظام الكبح التلقائي للطوارئ، ونظام المساعدة في الحفاظ على الممرات، وأنظمة التحذير من النقاط العمياء والخلفية، وعوارض عالية أوتوماتيكية، ومساحات أوتوماتيكية.
تم تحديث الطرازات الجديدة التصميم الأمامي والخلفي. أصبح محرك إيكو بوست سعة 1.5 لتر قياسياً في الطرازات إس إي وأعلى، باستثناء سبورتV6 ، المعروفة سابقاً باسم سبورت.  يحل إس إي إل محل حزمة إس إي لوكسري، ويتم إسقاط البلاتين، مما يؤدي إلى رفع مستوى التيتانيوم. لم يعد هايبرد متوفراً في طراز إس الأساسي، ولا يتوفر إنرجي إلا في تيتانيوم. سيزداد نطاق بطارية طراز إنرجي من 22 ميلاً إلى 25 ميلاً، وقد تأخذ البطارية مساحة أقل في صندوق السيارة.

### 2020 التغييرات
بالنسبة لعام 2020، تم تكثيف تشكيلة فيوجن. يوجد الآن أربعة طرازات فيوجن تعمل بالبنزين فقط: إس وإس إي وإس إي إل وتيتانيوم، وطرازان فيوجن فيوجن هايبرد (إس إي وتيتانيوم) وطراز فيوجن إنرجي بلج إن هجين واحد فقط (تيتانيوم).
تم إيقاف تصميم طرازات سبورت وهايبرد إس وإنرجي إس.إي لعام 2020. توفر جميع مستويات القطع مستوى أعلى من المعدات القياسية، فضلاً عن خيارات أقل. يتم تشغيل مستوى القطع إس بواسطة محرك البنزين ديوراتيك المستقيم رباعي الأسطوانات (I4) بسعة 2.5 لتر. يتم تشغيل حواف إس إي وإس إي إل بواسطة محرك البنزين إيكو بوست سعة 1.5 لتر بشاحن توربيني I4، ومستوى القطع التيتانيوم مدعوم بمحرك البنزين إيكو بوست سعة 2.0 لتر بشاحن توربيني I4. يتم تشغيل جميع طرازات فورد فيوجن هايبرد وفورد فيوجن إنرجي بواسطة محرك بنزين أتكينسون يعمل بسعة 2.0 لتر I4 مع محرك كهربائي، بالإضافة إلى ناقل حركة متغير باستمرار. تستخدم طرازات فيوجن التي تعمل بالبنزين فقط ناقل حركة أوتوماتيكي بست سرعات. يتم تقديم جميع طرازات فيوجن هايبرد وفيوجن إنرجي حصرياً مع الدفع بالعجلات الأمامية، في حين يتم تقديم طرازات فيوجن المختارة بالبنزين فقط مع نظام الدفع الرباعي.
توفر جميع مستويات القطع نظام المعلومات والترفيه بشاشة لمس من فورد سينس 3 مع تكامل الهاتف الذكي أبل كار بلاي وأندرويد أوتو وراديو الأقمار الصناعية سيريس إكس إم وخدمة وصلة السفر وتحديد المواقع والملاحة وفورد باس كونيكت و4 جي إل تي إي نقطة اتصال واي فاي المحمولة كمعدات قياسية، باستثناء الفئة إس، حيث يتوفر كجزء من حزمة (فورد سي أو بايلوت 360 بلس). تتميز جميع الطرازات بنظام مساعدة السائق  سي أو بايلوت 360 من فورد، حيث تقدم معظم الطرازات أيضاً نظام فورد سي أو بايلوت 360 بلس. 
تستقبل حواف إس وإس إي أسطح مقاعد من القماش، بينما تتلقى طرازي إس إي ل وهايبرد إس ي أسطح جلوس مزينة بالجلد «أكتيف إكس»، وتتلقى تيتانيوم وهايبرد تيتانيوم وإنرجي تيتانيوم أسطح مقاعد مكسوة بالجلد.
تم إيقاف إنتاج سبورت ومحرك البنزين إيكو بوست V6 سعة 2.7 لتر مزدوج الشاحن التوربيني لعام 2020.

### السلامة والاستدعاء
في عام 2012، استدعت شركة فورد حوالي 90.000 سيارة فورد إسكيب أند فيوجن 2013 في الولايات المتحدة وكندا بمحركات سعة 1.6 لتر قد ترتفع درجة حرارتها وتتسبب في نشوب حرائق بعد إبلاغ شركة فورد عن 13 حالة حريق.
في عام 2017، استدعت فورد سيارة فورد فيوجن (2013-2014) بمحركات إيكو بوست 1.6 بسبب خطر اندلاع حرائق في المحرك بسبب «نقص دوران المبرد». ساهم الاستدعاء جزئياً في تكلفة 300 مليون دولار أمريكي من قبل شركة فورد.
في عام 2018، استدعت شركة فورد سيارة فورد فيوجن (2013-2015) بمحركات (سيجما جي تي دي آي) سعة 1.6 لتر وناقل حركة يدوي B6، بسبب الخطر المحتمل لفك عجلة القيادة.
في 15 مايو 2019، استدعت شركة فورد حوالي 270,000 (2013-2016) سيارة فورد فيوجن بمحرك 2.5 لتر وناقل حركة أوتوماتيكي نظراً لاحتمال انفصال الجلبة التي تحمل كابل أمان ذراع ناقل الحركة عن الكابل، مما قد يؤدي إلى يتم فصل كبل أمان ذراع النقل عن الجلبة، مما يسمح للإرسال بعدم البقاء في وضع "Park"، حتى إذا تم تحديد "Park". إذا أصبح كابل أمان ذراع ناقل الحركة مفكوكاً، فسوف تسجل السيارة خطأً أن ناقل الحركة في وضع Park ''، ولن تُظهر رسالة تحذير أو تصدر صوتاً تحذيرياً عند إزالة مفتاح التشغيل، وقد تشكل أيضاً خطراً على الانزلاق.

## التوقف
في عام 2018، بدأت شركة فورد في التخطيط لإيقاف سيارة فيوجن جنباً إلى جنب مع سيارات السيدان الأخرى في أمريكا الشمالية خلال السنوات التالية، كجزء من خطة للتركيز أكثر على سيارات الدفع الرباعي والشاحنات. في سبتمبر من ذلك العام، أنهت شركة فورد جميع الإعلانات الوطنية والترويجية (بما في ذلك المبيعات والعروض الخاصة) لمجموعة سيارات السيدان بالكامل، بما في ذلك سيارة فيوجن، التي استمر إنتاجها.
وتم إيقاف سيارة فيوجن سبورت الموجهة للأداء بعد عام 2019، مع تركيز فورد على «الأنماط الأكثر شعبية» في فيوجن. في مايو 2020، أكدت شركة فورد أنه سيتم إيقاف إصدار سيارة السيدان فيوجن في أمريكا الشمالية، مما ينهي فعلياً ما تبقى من تشكيلة سيارات فورد في أمريكا الشمالية؛ باستثناء موستانج وجي تي. ومع ذلك، تستعد شركة فورد لاستبدال سيارة فيوجن سيدان بسيارة كروس أوفر / واجن فيوجن أكتيف، والتي ستظهر فورد لأول مرة في الربع الرابع من عام 2021 لعام 2022. تم تجميع آخر سيارات فورد فيوجن في 31 يوليو 2020.

## سباق السيارات

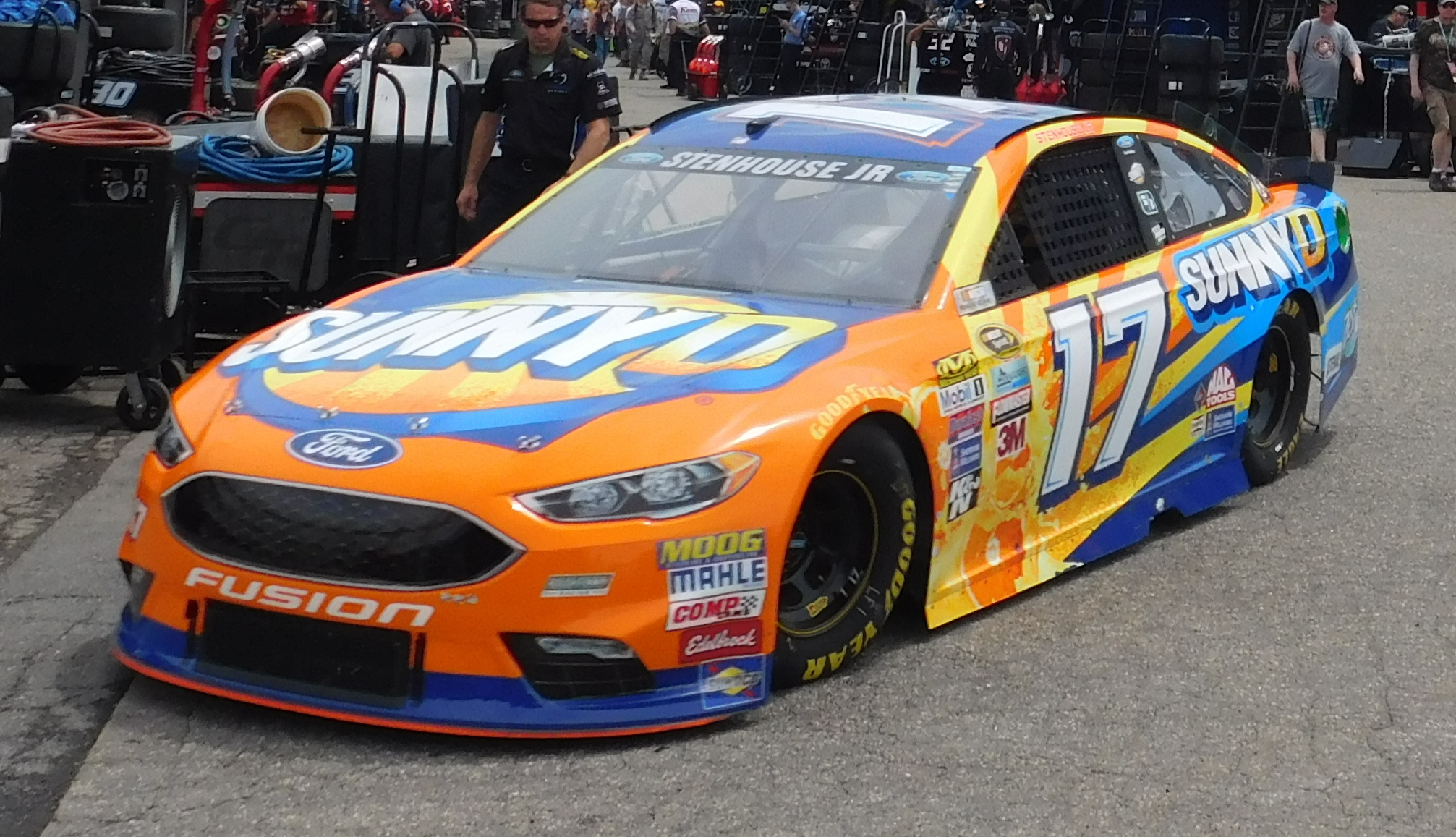
سلسلة ناسكار، كأس سبرينت 2016، من فورد فيوجن والتي كان يقودها(ريكي ستنهاوس) في حلبة السباق مارتنسفيل

### ناسكار
أصبح فيوجن أيضاً نمط الجسم الجديد لسيارات فورد في ناسكار بداية من عام 2006، ليحل محل توروس. كانت هذه هي المرة الأولى منذ تورينو في عام 1968 التي قدمت فيها شركة فورد نموذجاً جديداً، بدأ السباق في ناسكار في نفس وقت إطلاقه.
لإدخال تصميم هيكل الجيل 6 في عام 2013، تم تحديث المركبات لتتناسب مع الجيل الثاني فيوجن. كان من المفترض أيضاً أن تشبه أنماط الهيكل من الجيل السادس نسخ الإنتاج الخاصة بمركباتهم.
حلت موستانج محل فيوجن في موسم سلسلة كأس ناسكار للطاقة الوحش 2019.

### نجاح قياسي في سرعة الأرض
حاول فورد استخدام نسخة خلايا الوقود من فورد فيوجن الهيدروجين999، لتسجيل رقم قياسي لسرعة الأرض في 10-17 أغسطس خلال أسبوع أسبوع السرعة في بونفيل في عام 2007. وُلد مشروع فيوجن 999 في أوائل عام 2006 عندما اتصل مدير هندسة خلايا الوقود في فورد، مجيب إعجاز، بشركة سباق روش حول مشروع لإثبات إمكانات الأداء لمركبة تعمل بخلايا الوقود.
عمل فريق روش، بقيادة «ريك دارلينج»، مع فريق من مهندسي وفنيي فورد بقيادة «مات زولك» للتوصل إلى تصميم سيارة يمكن أن يحقق هدف تجاوز 200 ميل في الساعة (320 كم / ساعة) في بونفيل سالت فلاتس فقط عن طريق الهيدروجين. في 15 أغسطس 2007، سجلت السيارة أسرع سرعة قياسية لخلية الوقود الأرضية بلغت 207.297 ميل في الساعة (333.612 كم / ساعة).
كان يقود السيارة مهندس فورد المتقاعد «ريك بيرنز»، متسابق بونفيل لفترة طويلة.

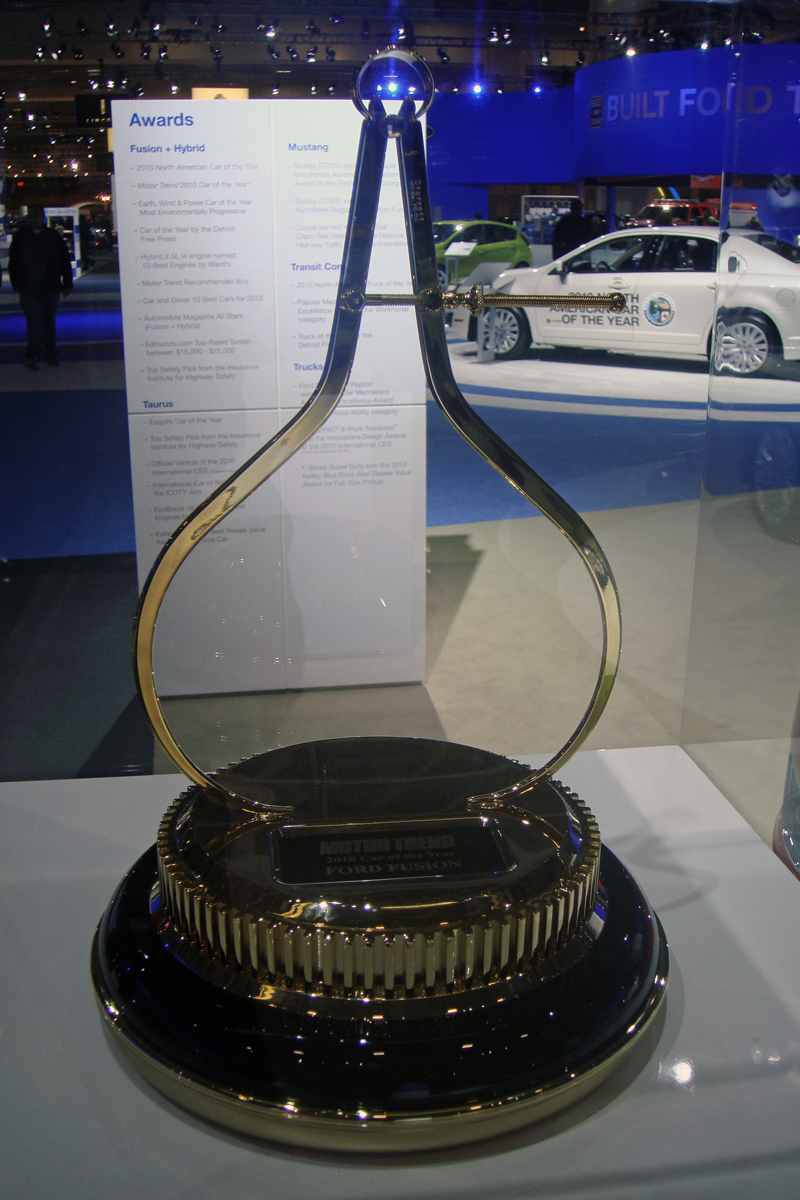
جائزة سيارة العام 2010 من موتور ترند، فازت بها مجموعة فورد فيوجن، التي عُرضت في معرض واشنطن للسيارات 2010

## الجوائز

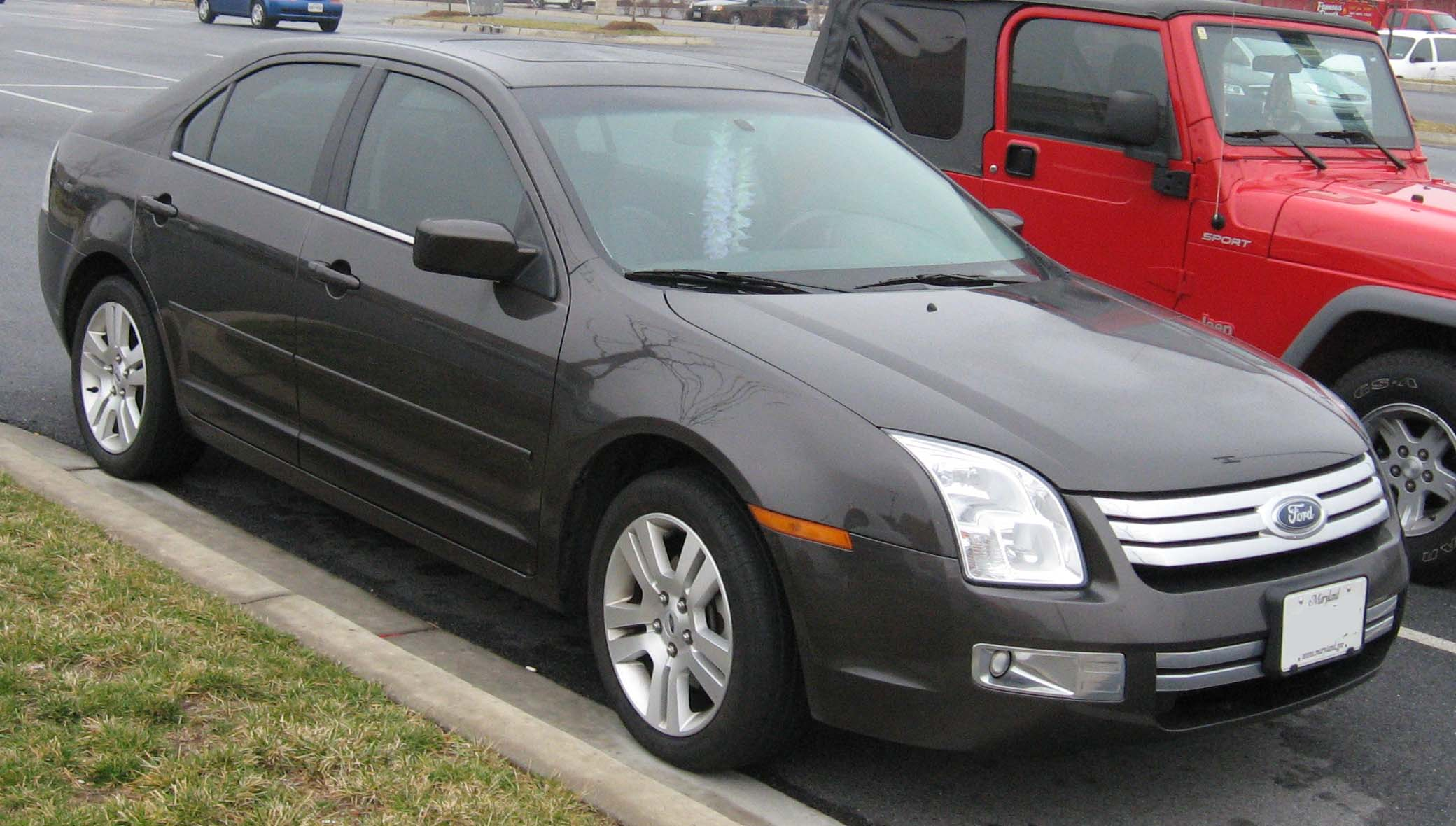
في يوليو 2006، منحت شركة ستراتيجيك فيجن فيوجن جائزة الجودة الشاملة كأفضل سيارة سيدان متوسطة الحجم من حيث الجودة في السوق الأمريكية.
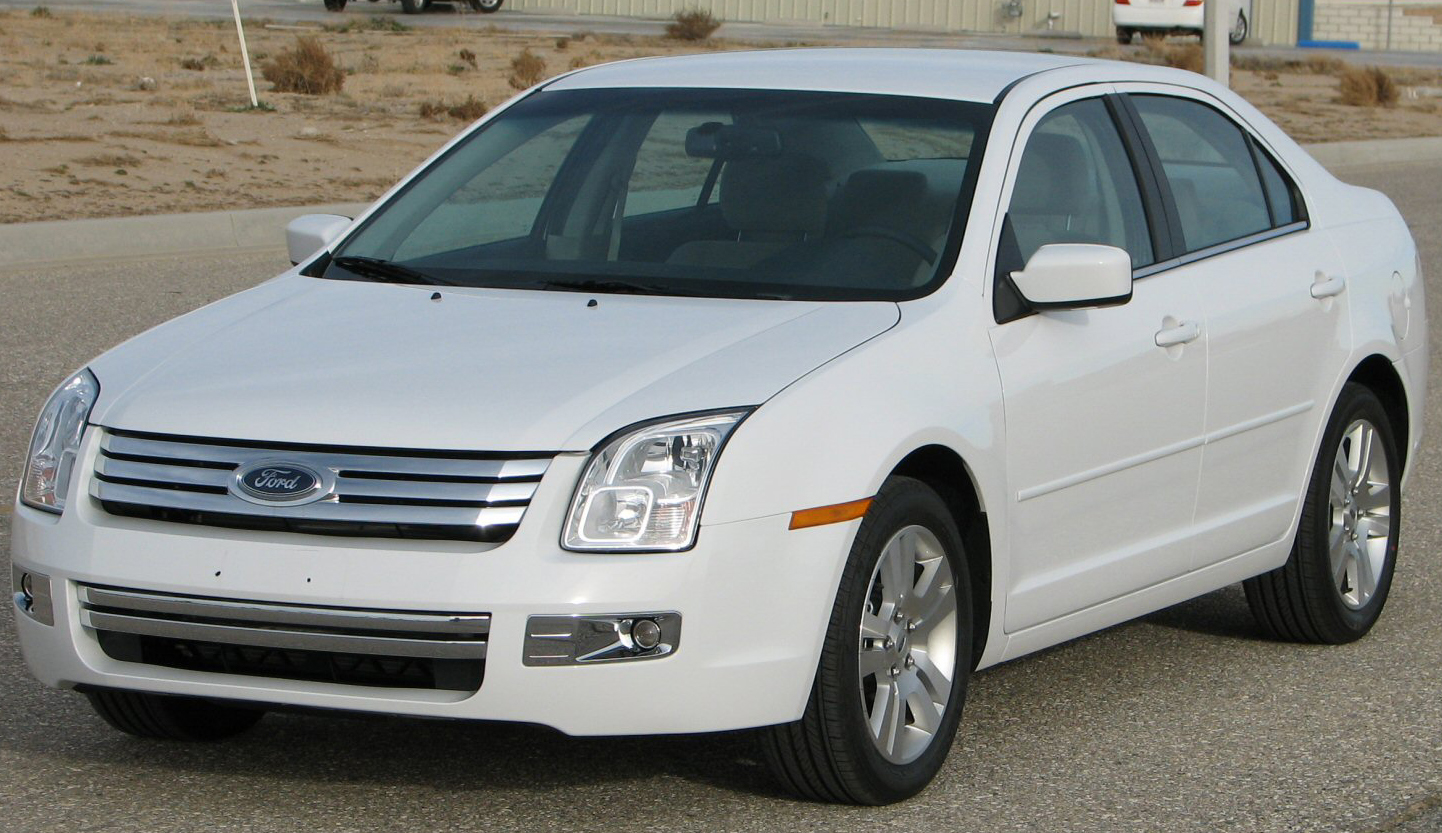
في مارس 2006، أطلقت الرابطة الدولية لغسيل السيارات اسم «السيارة الأكثر قابلية للغسل في فيوجن أمريكا».
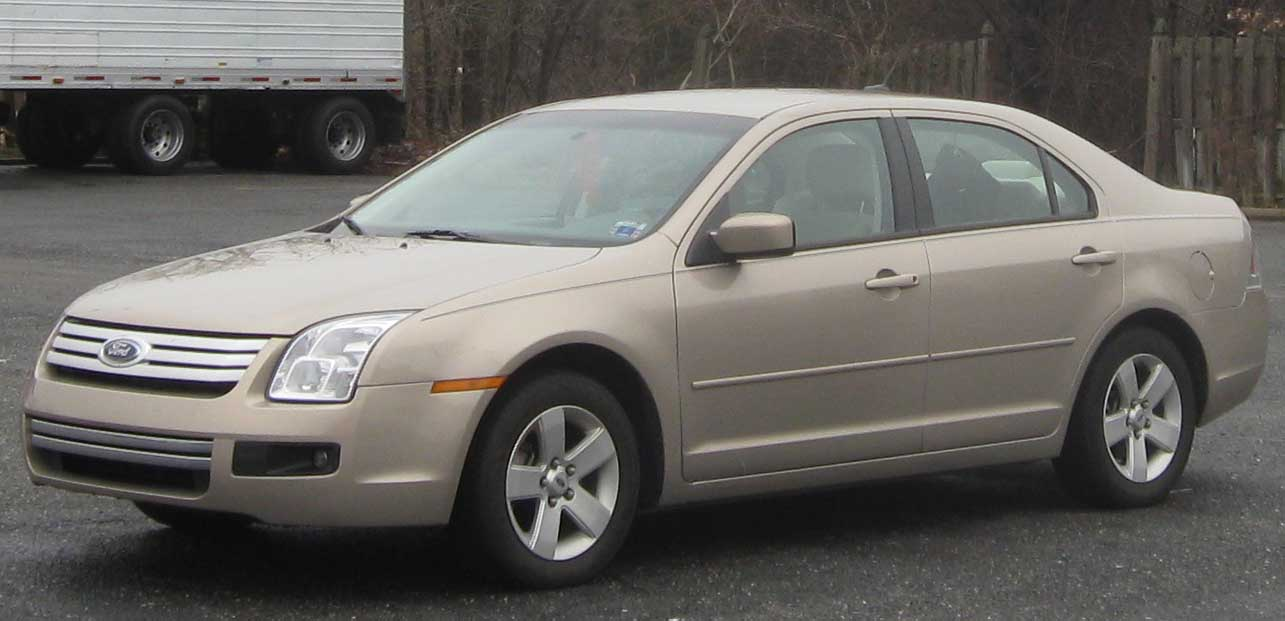
في نوفمبر 2009، تم اختيار مجموعة سيارات فورد فيوجن 2010 لتكون سيارة العام 2010 من موتور تريند، متفوقةً بذلك على مجال يضم ما يقرب من عشرين متنافساً.
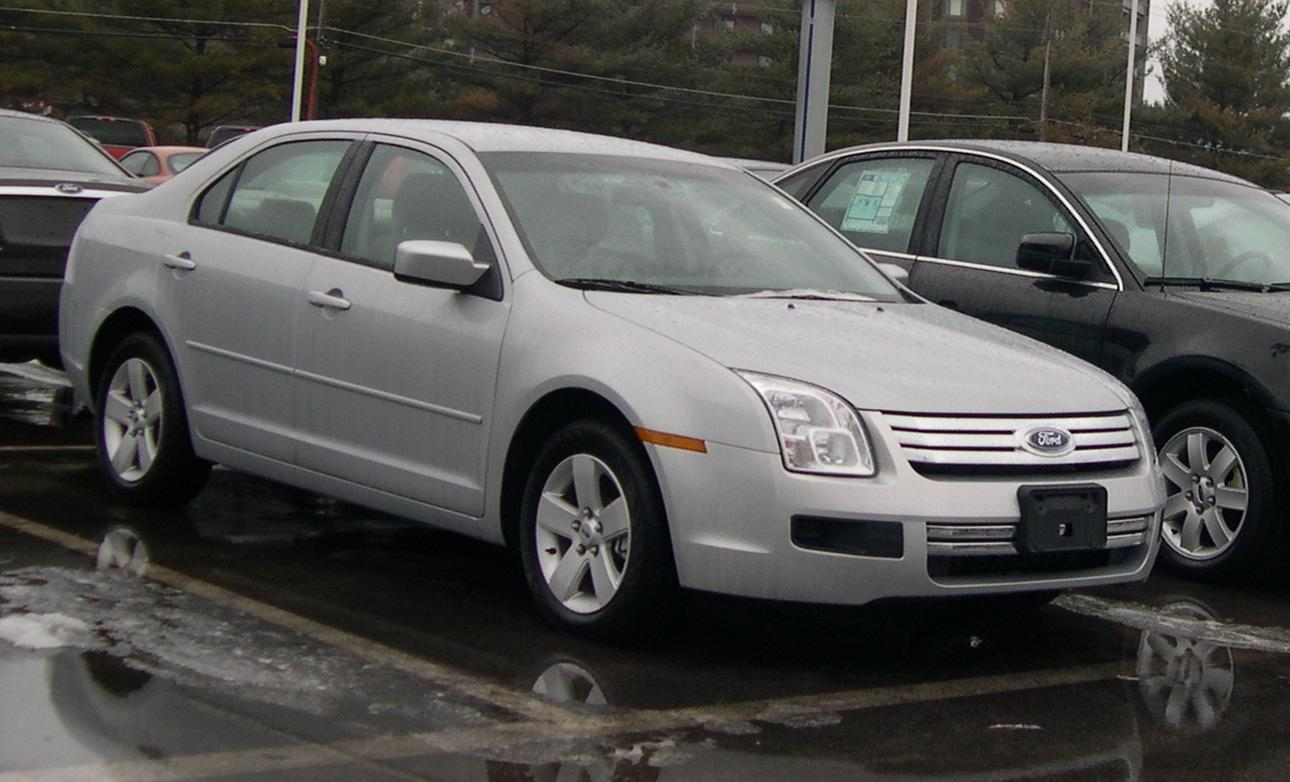
في ديسمبر 2009، أدرجت مجلة سائق وسيارة سيارة فيوجن هايبرد لعام 2010 كواحدة من «أفضل 10 سيارات». ذكرت المجلة أن فيوجن هايبرد كان الأكثر تقدماً من بين جميع السيارات التي اختبروها.
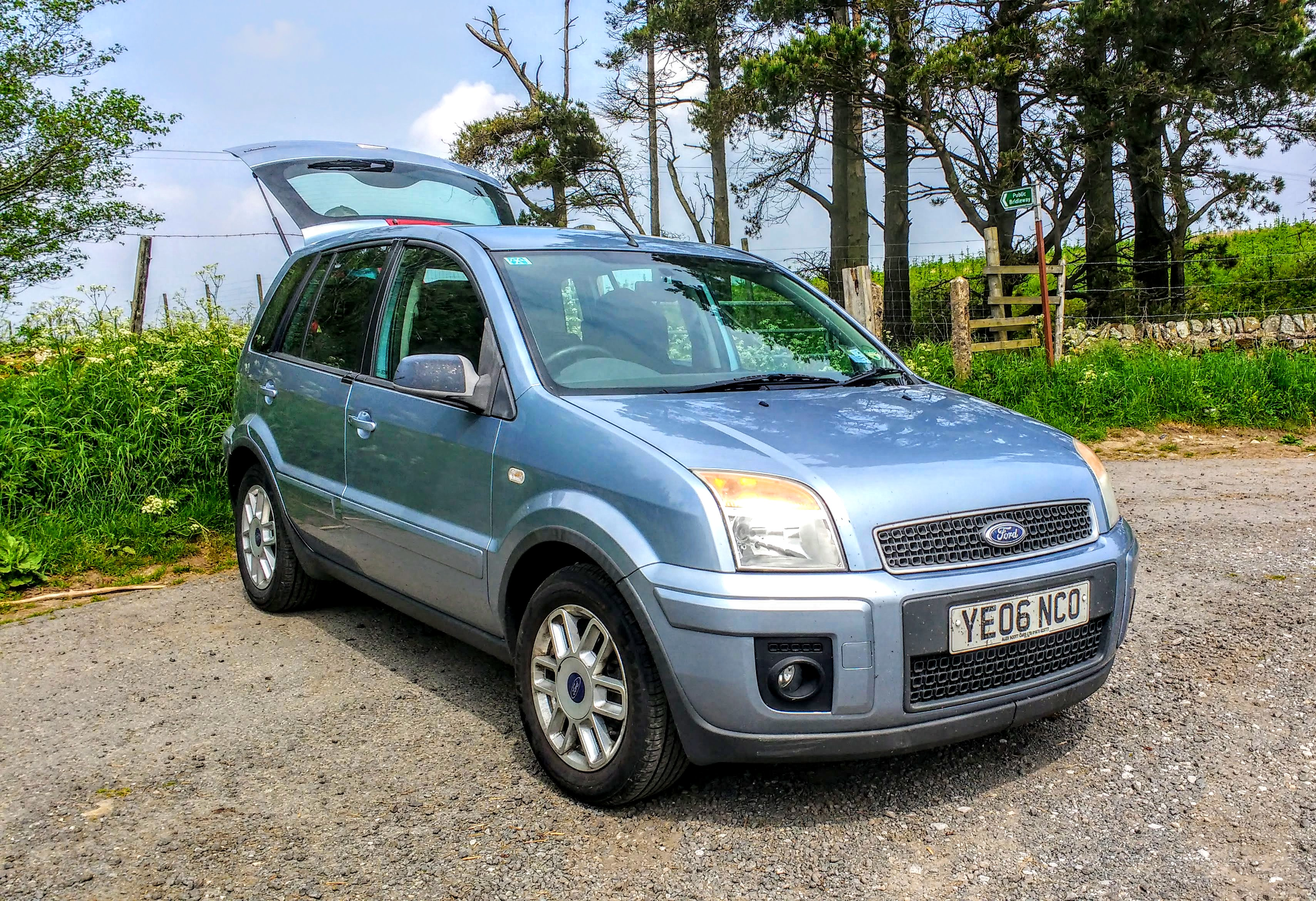
فيوجن سيم 2006
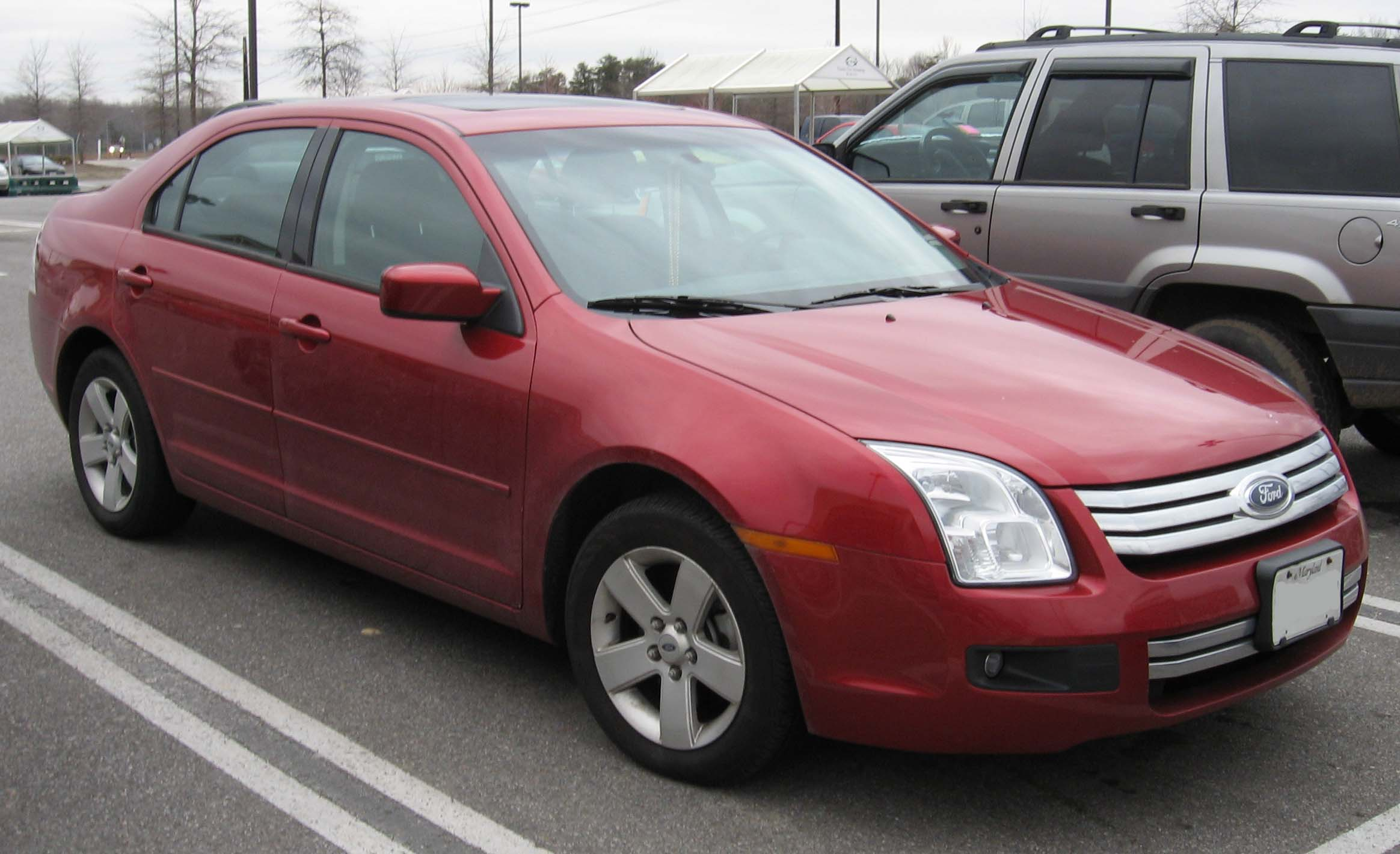
في يناير 2010، فازت فيوجن هايبرد بجائزة سيارة العام في أمريكا الشمالية لعام 2010 في معرض ديترويت للسيارات، وحصلت على لقب «أفضل سيارة لعام 2010» من موقع Cars.com.
- في نوفمبر 2012، فازت مجموعة فورد فيوجن 2013 (الجيل الثاني)، بما في ذلك خيارات محرك البنزين وإيكو بوست، ومتغيرات فيوجن الهجينة والمكونات الإضافية، بجائزة السيارة الخضراء للعام 2013 التي تمنحها مجلة جرين كار في معرض لوس أنجلوس للسيارات.[84]
- في عام 2017، تم منح فورد فيوجن جائزة اختيار السائقين أسبوع السيارات لأفضل سيارة سيدان عائلية.[85]

### فيوجن 2007

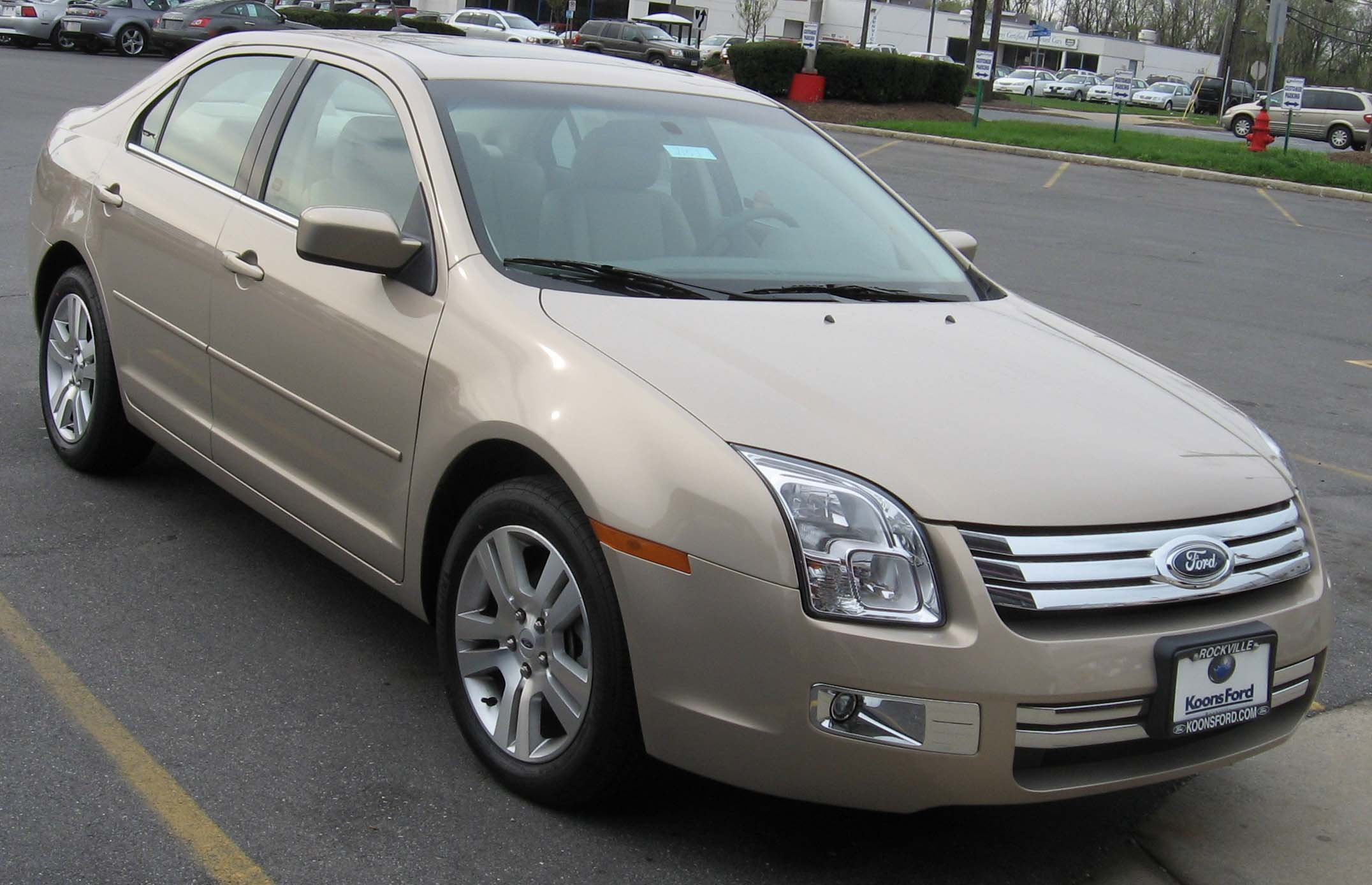
فيوجن 2007
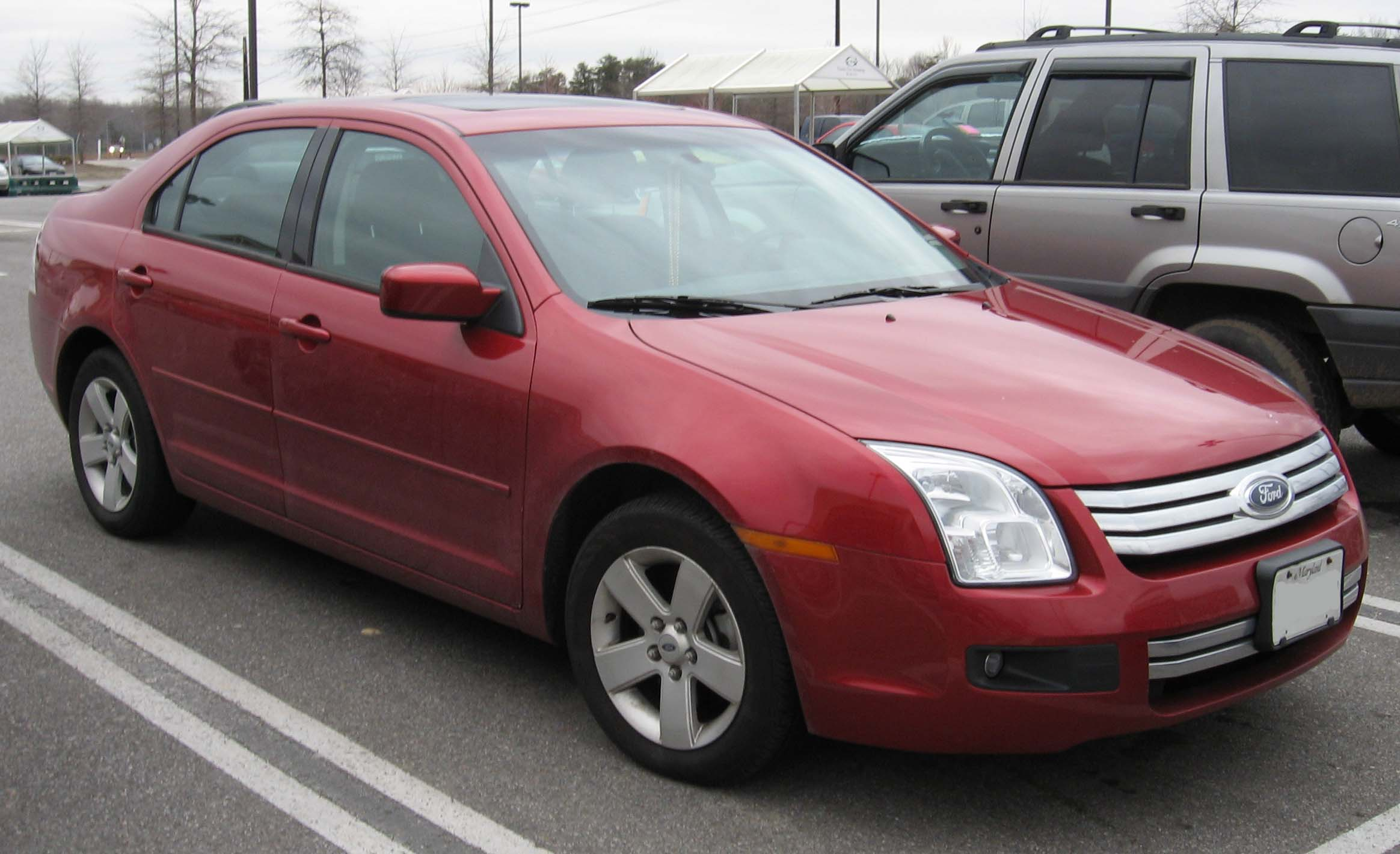
فيوجن 2007
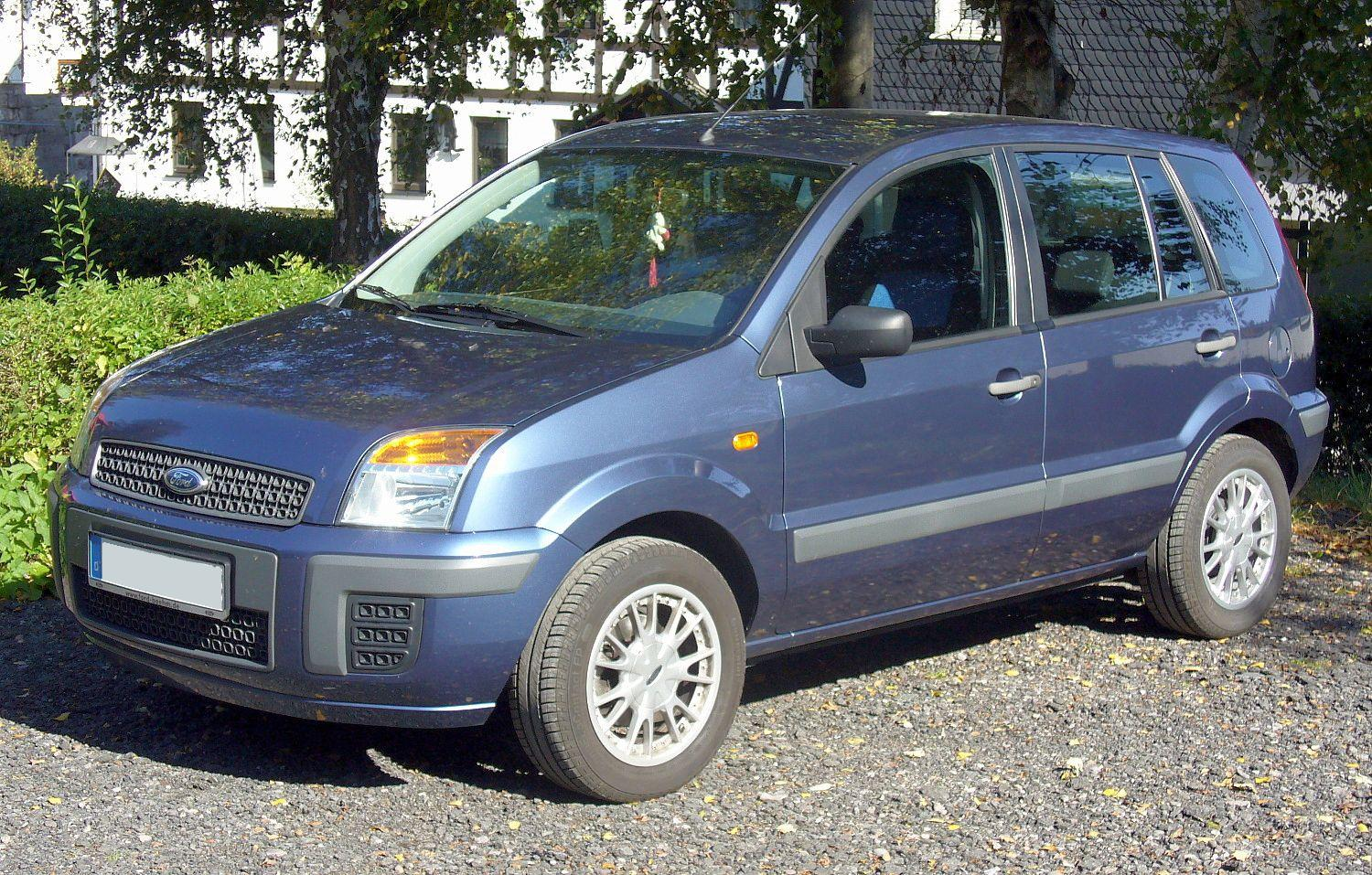
فيوجن الأوروبية 2007
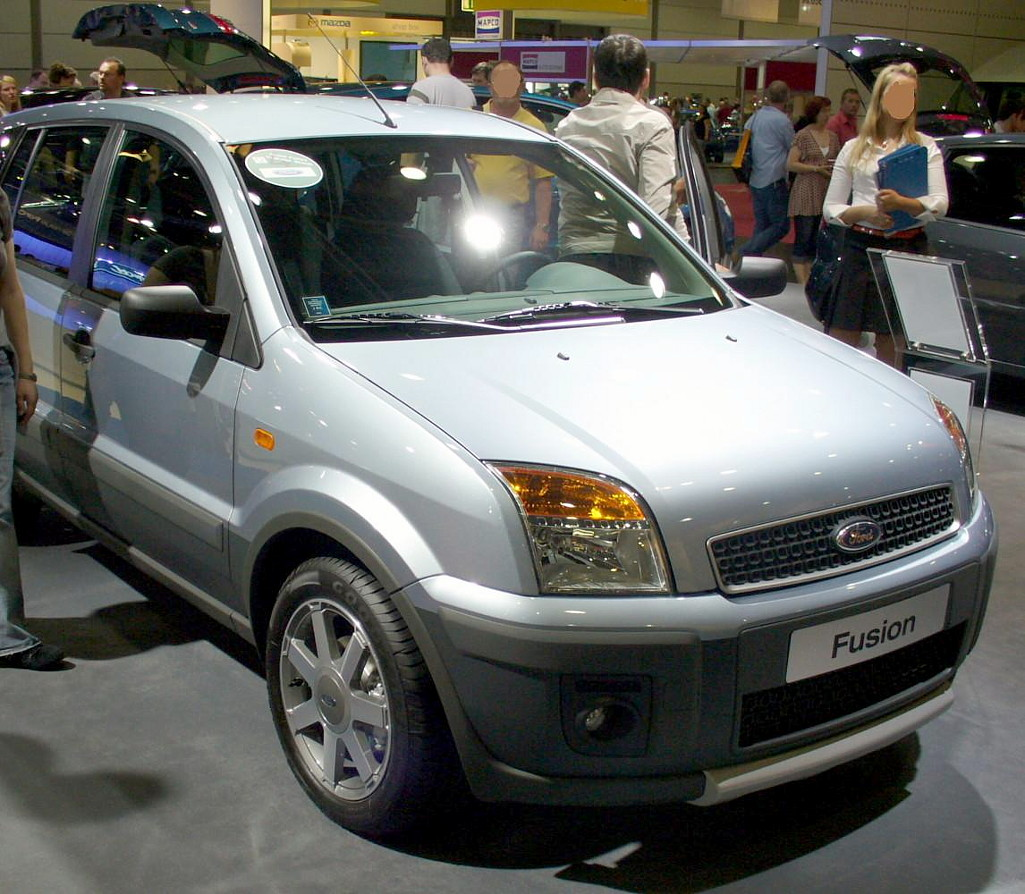
فيوجن كاليرو 2007
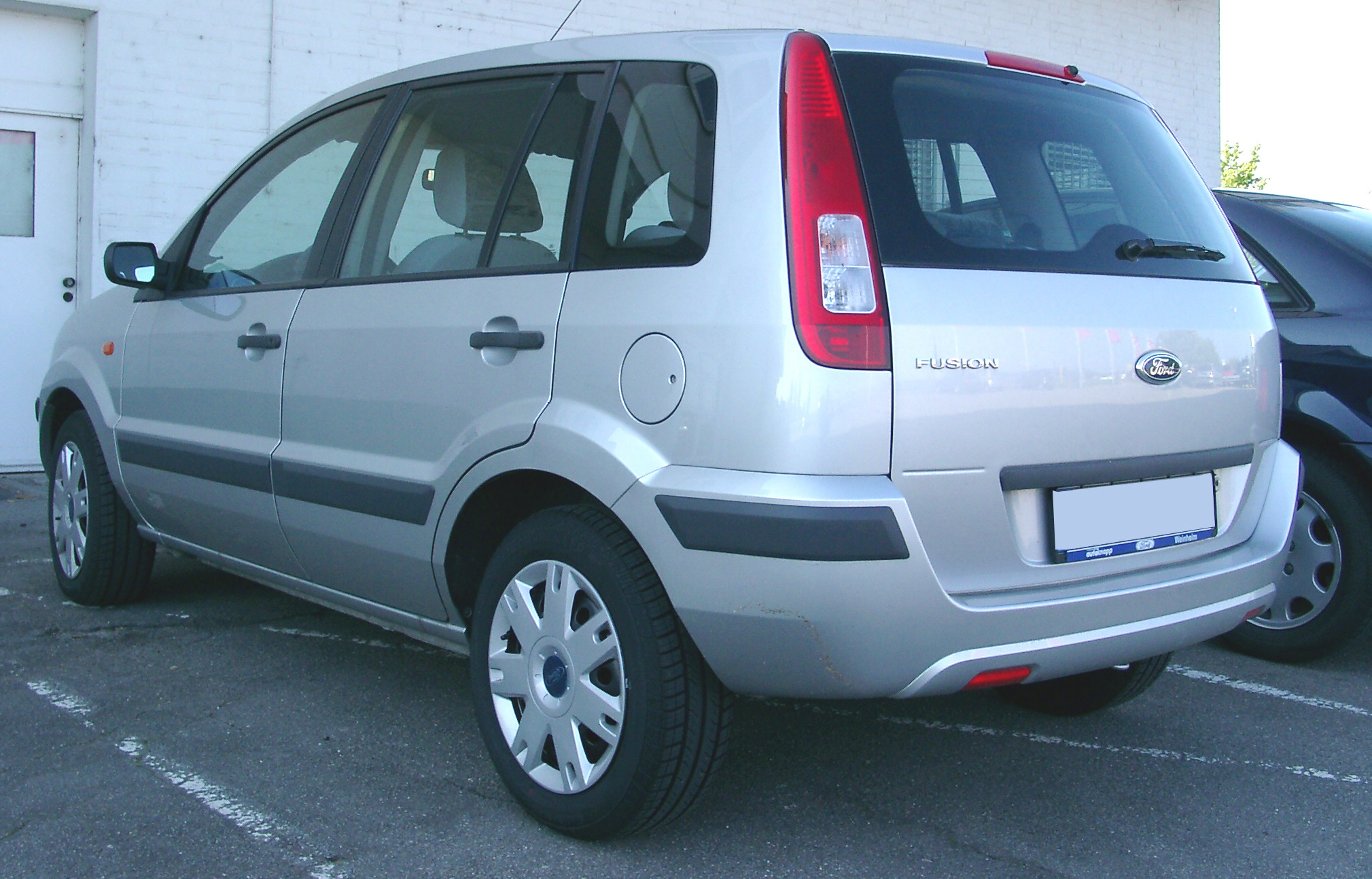
فيوجن كاليرو 2007

### فيوجن 2008

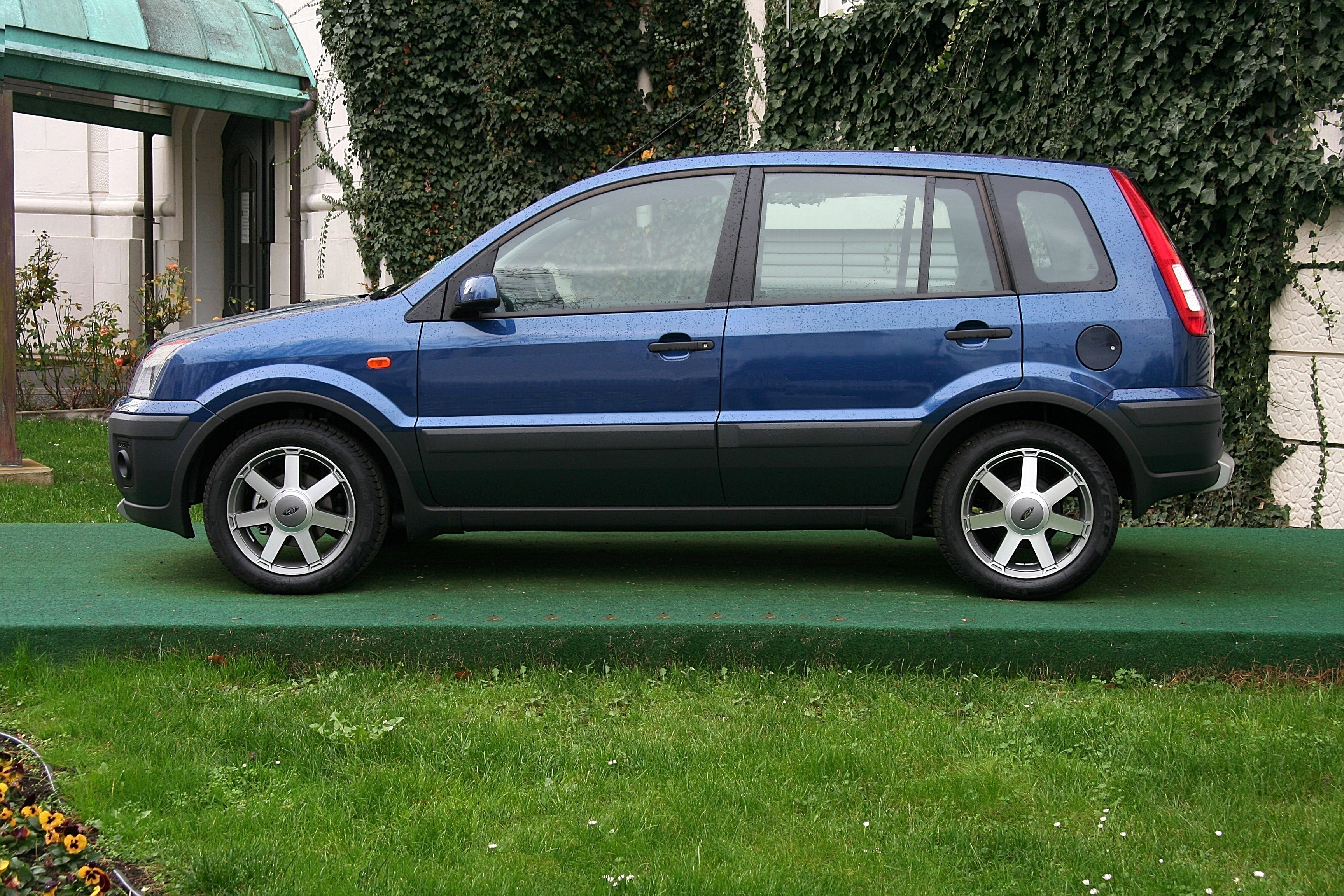
فيوجن جاليرو 2008
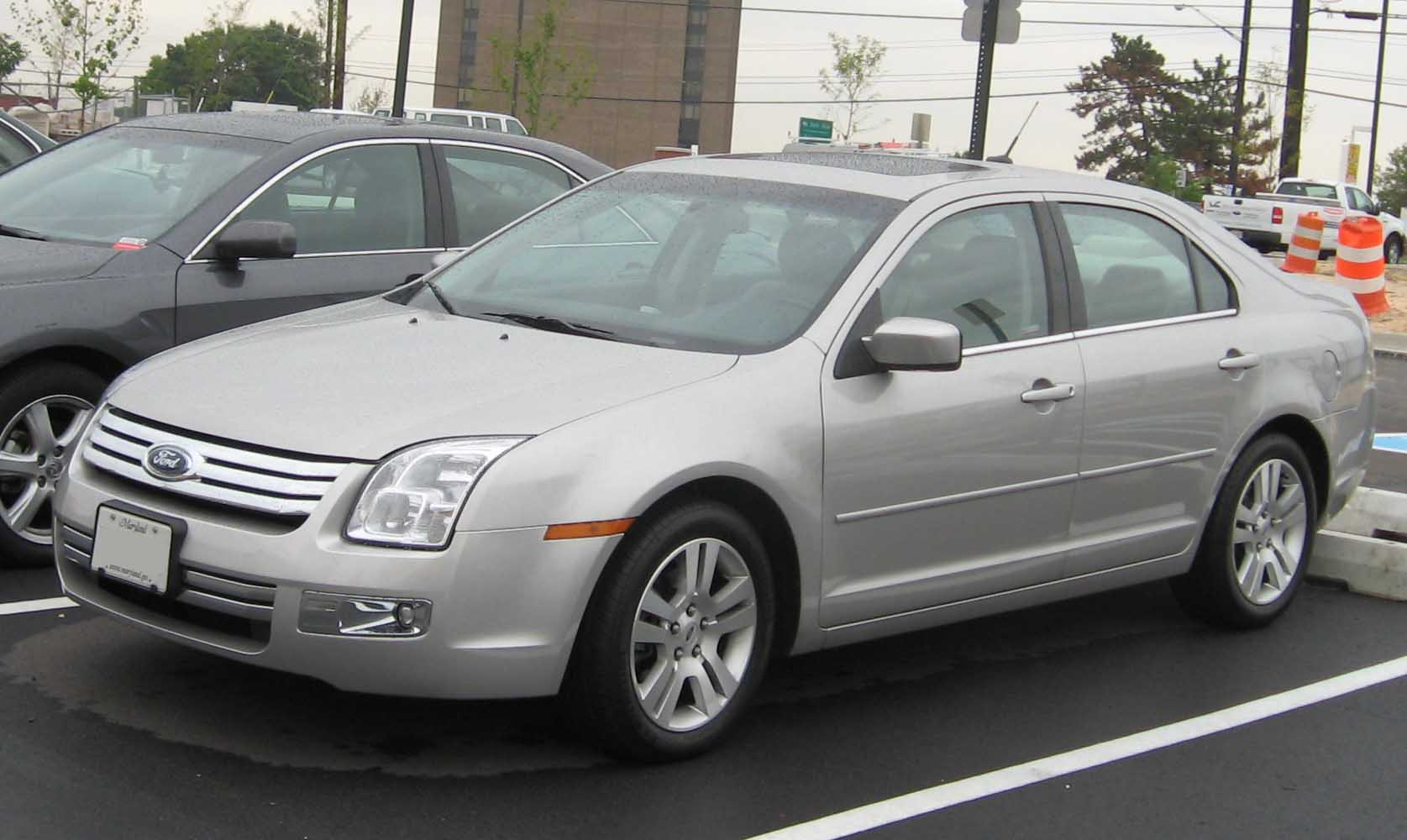
فيوجن اس اي أل 2008
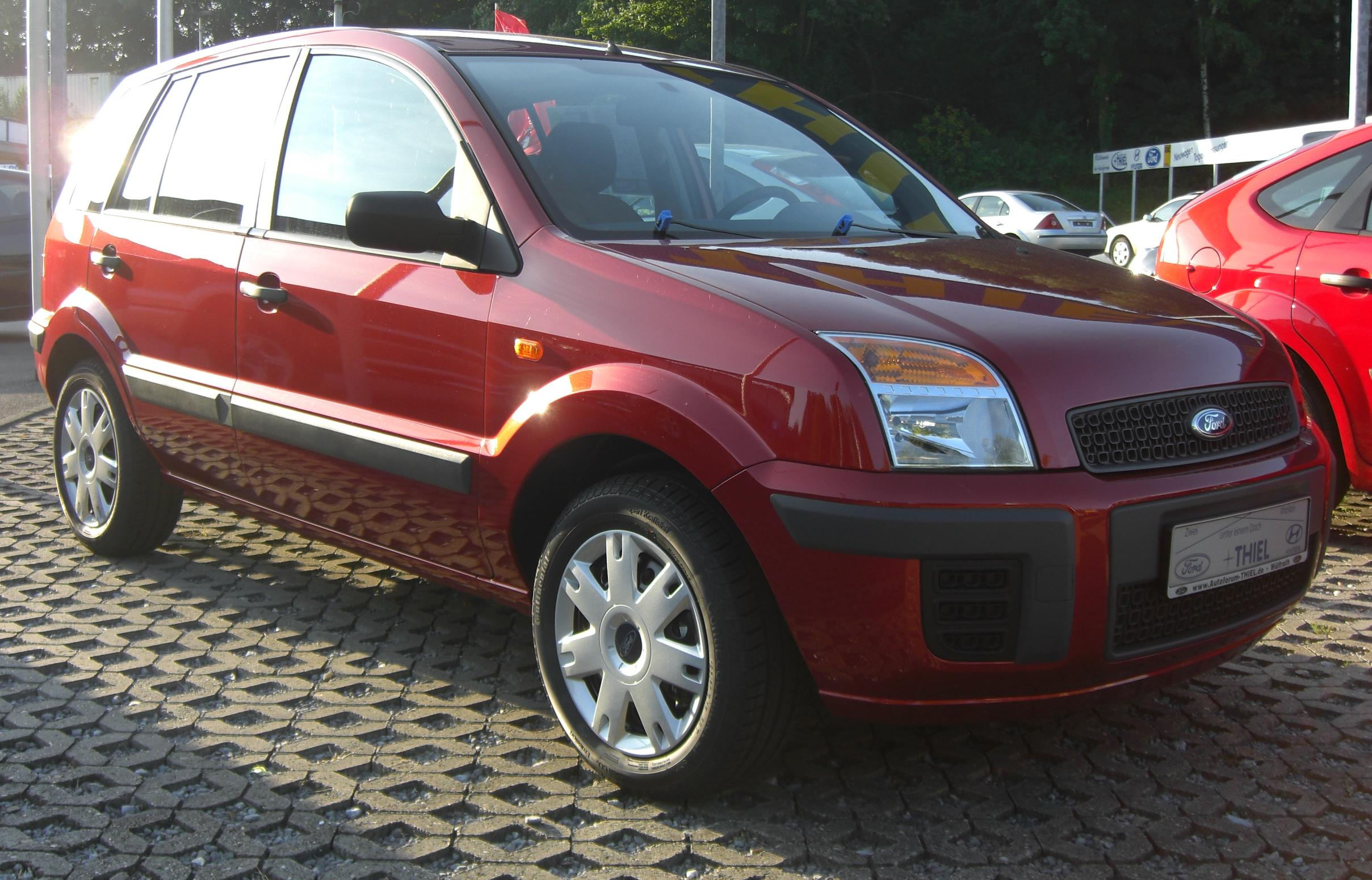
فيوجن 2008
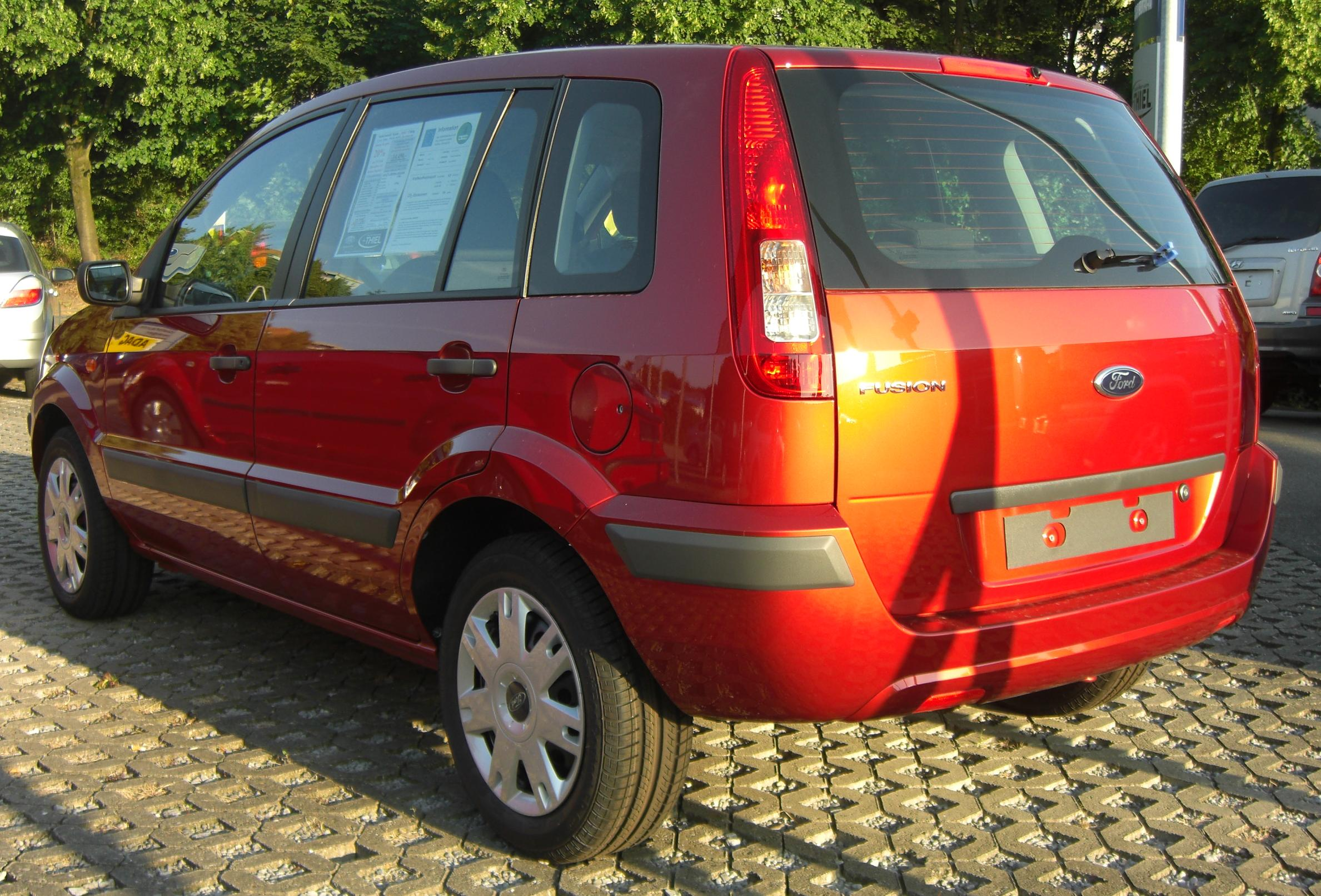
فيوجن 2008

### فيوجن 2009

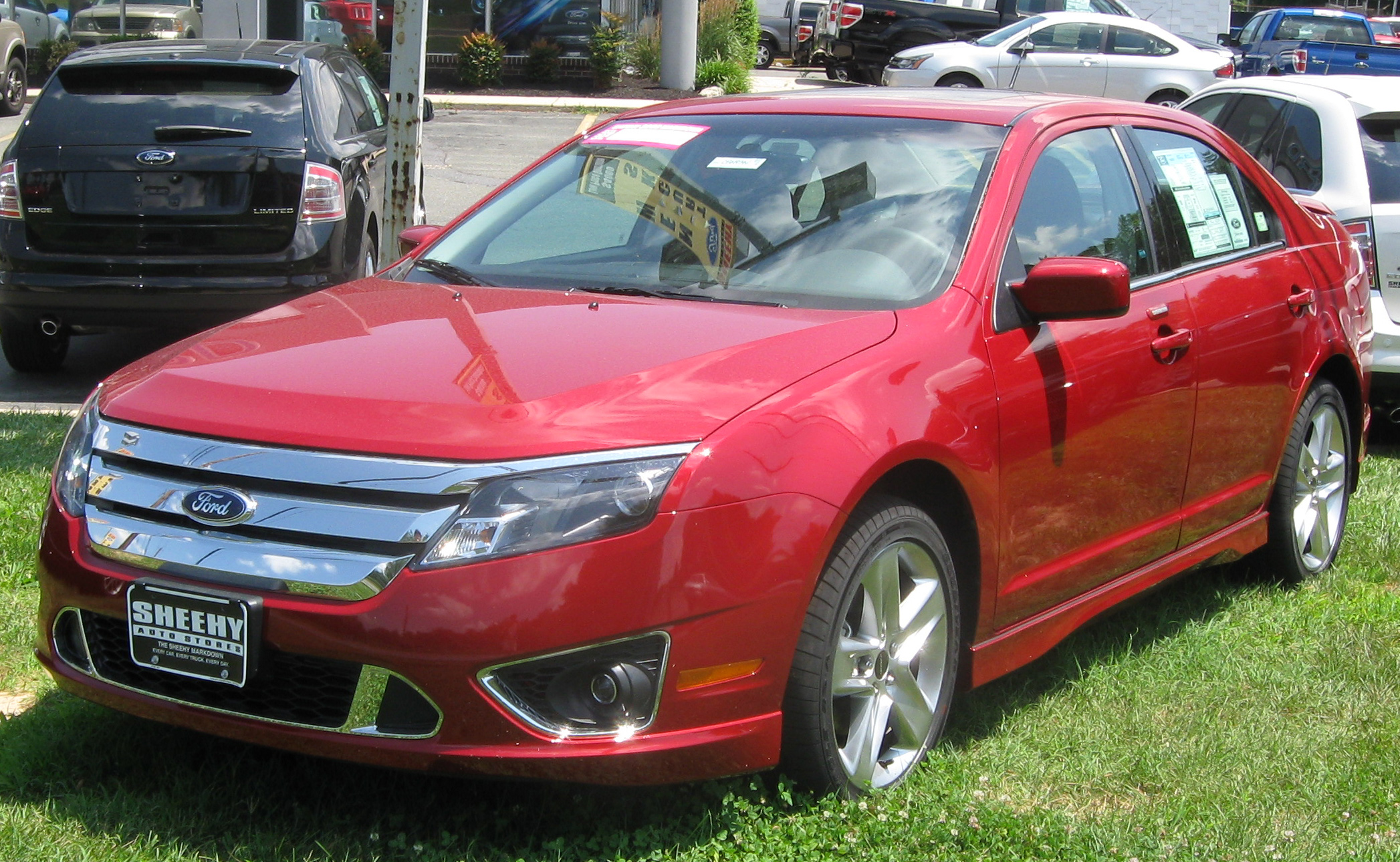
فيوجن 2009
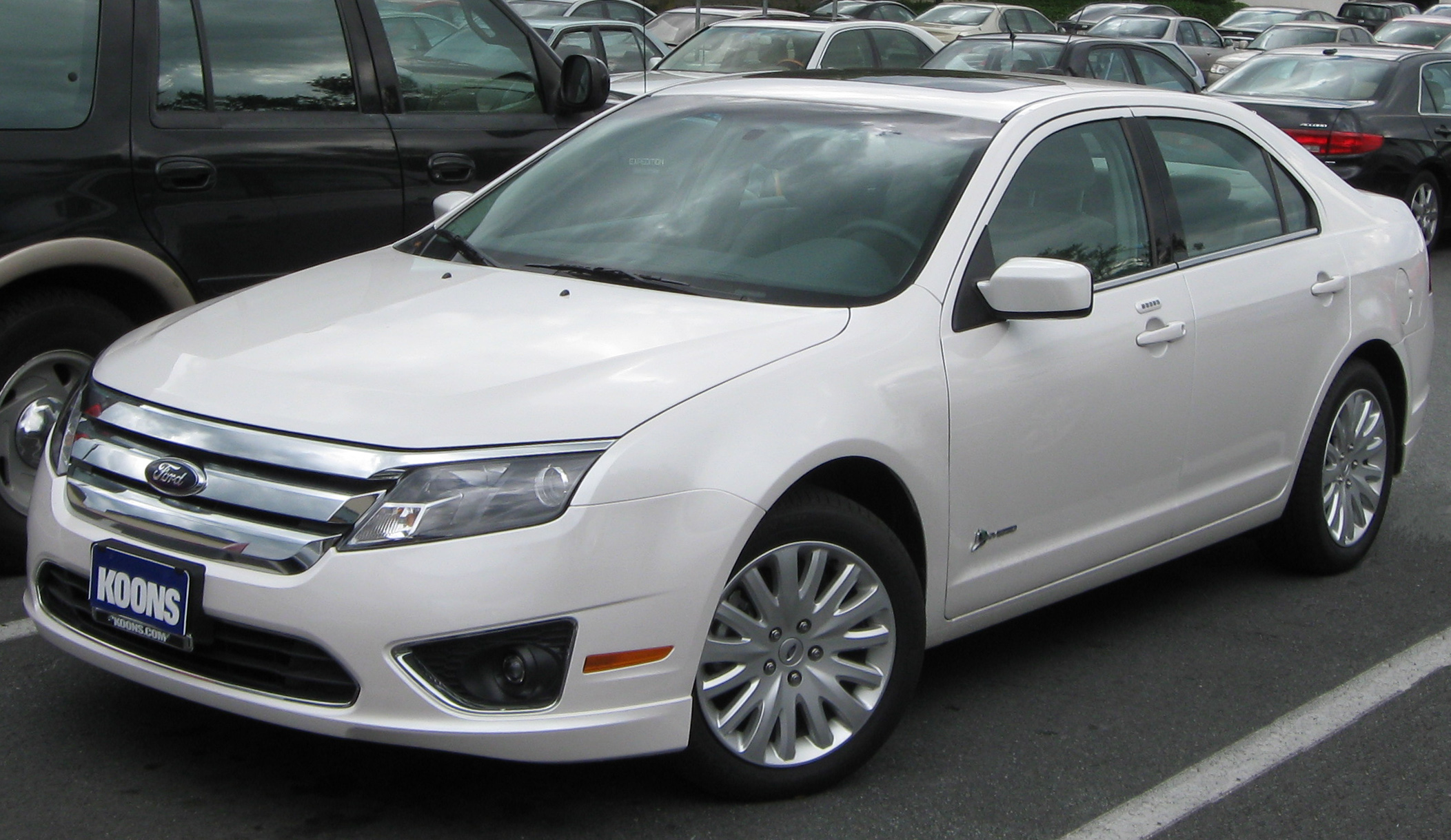
فيوجن 2009
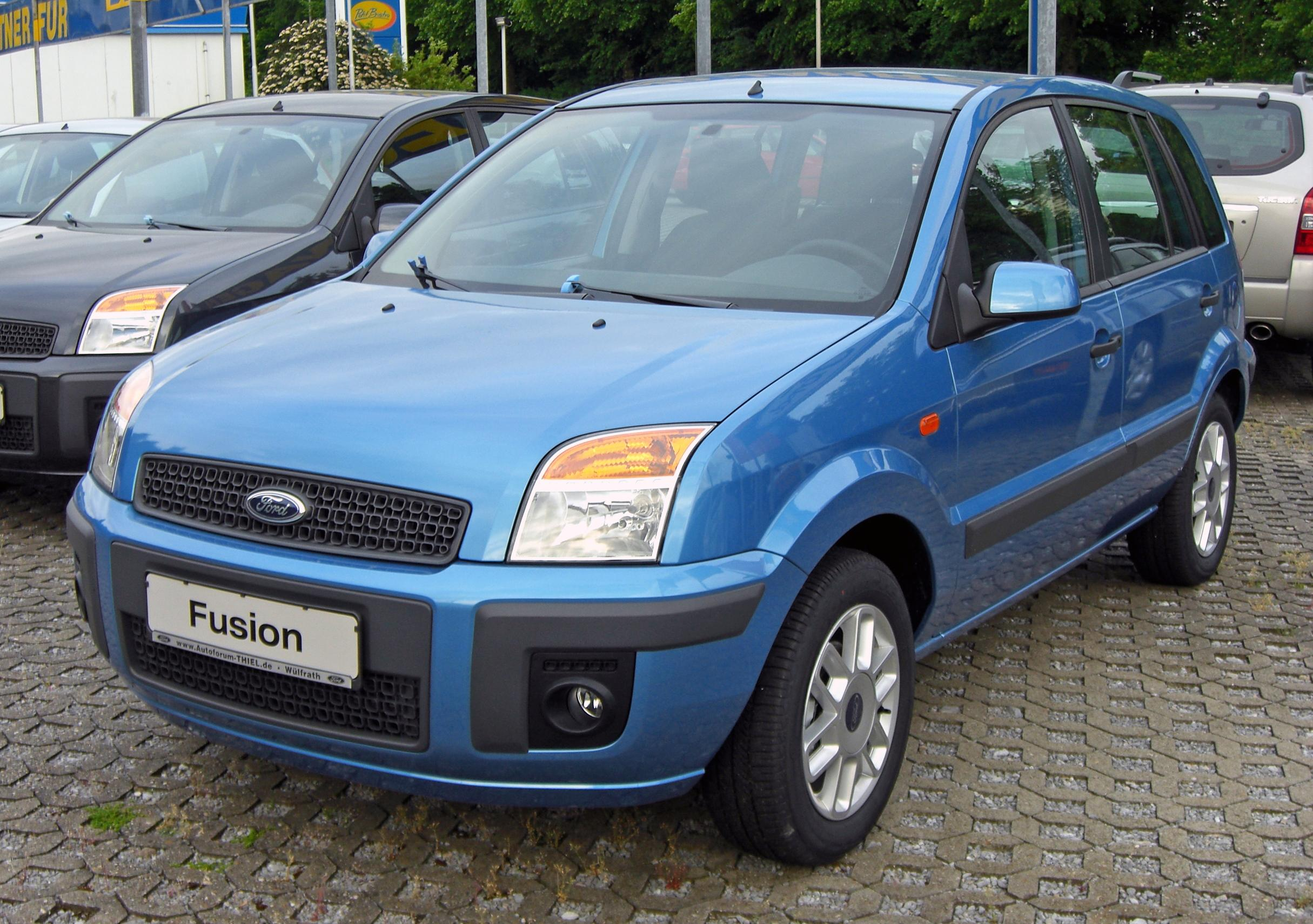
فيوجن 2009
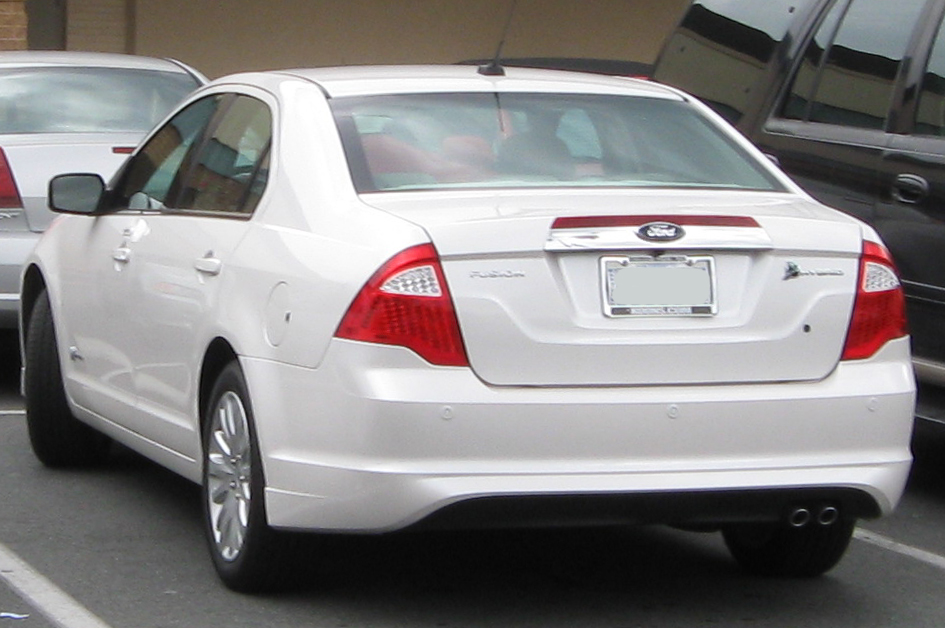
فيوجن هايبرد 2009

### فيوجن 2010

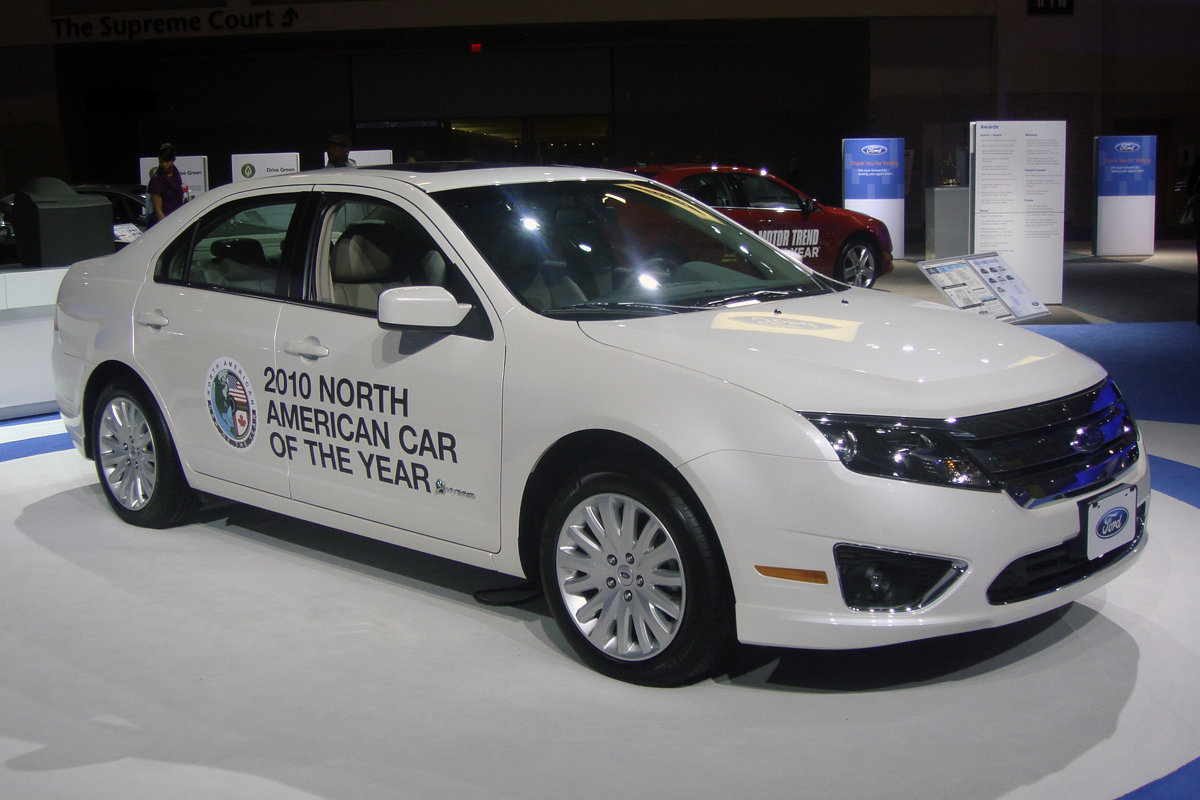
فيوجن 2010
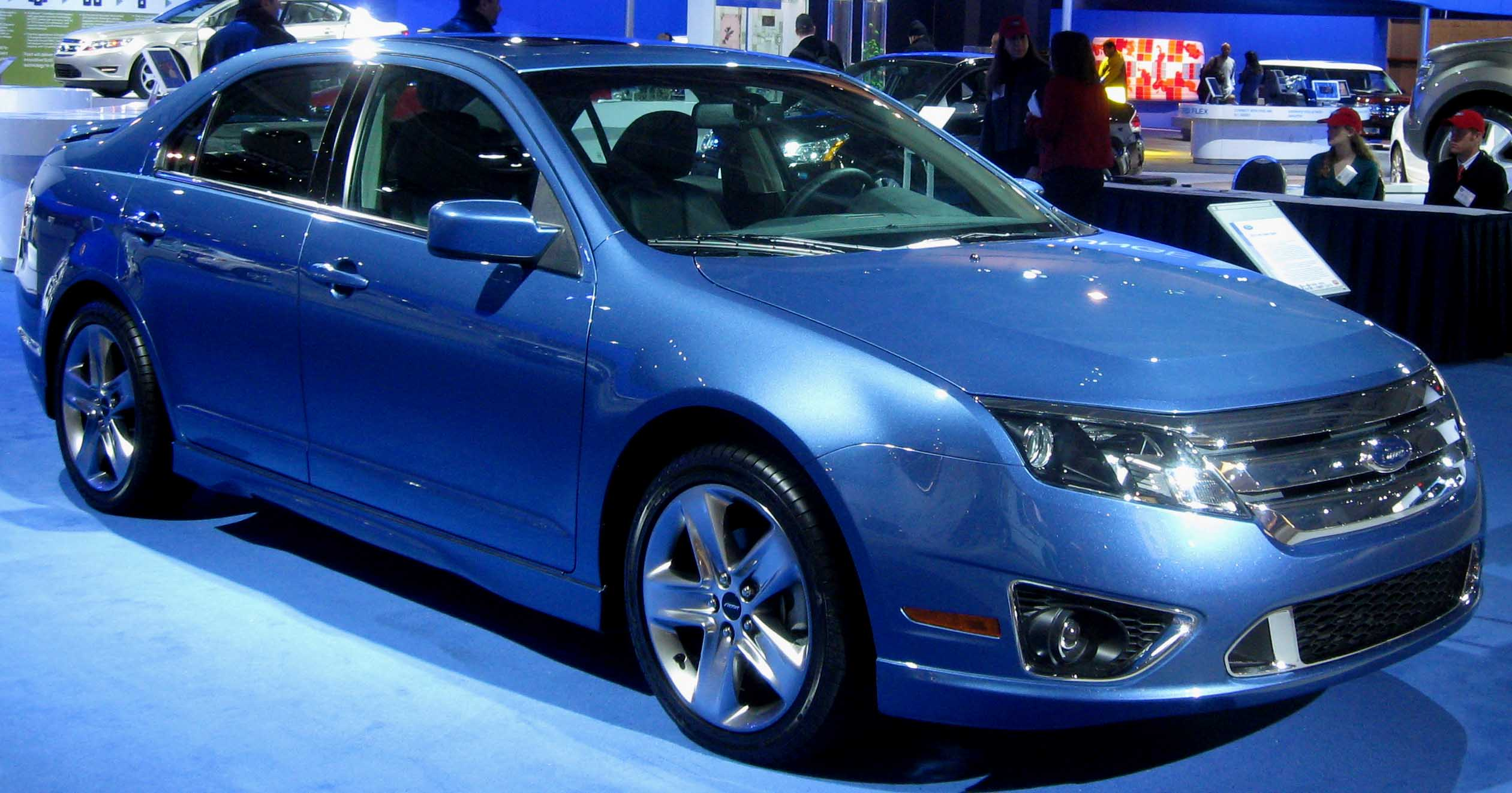
فيوجن 2010
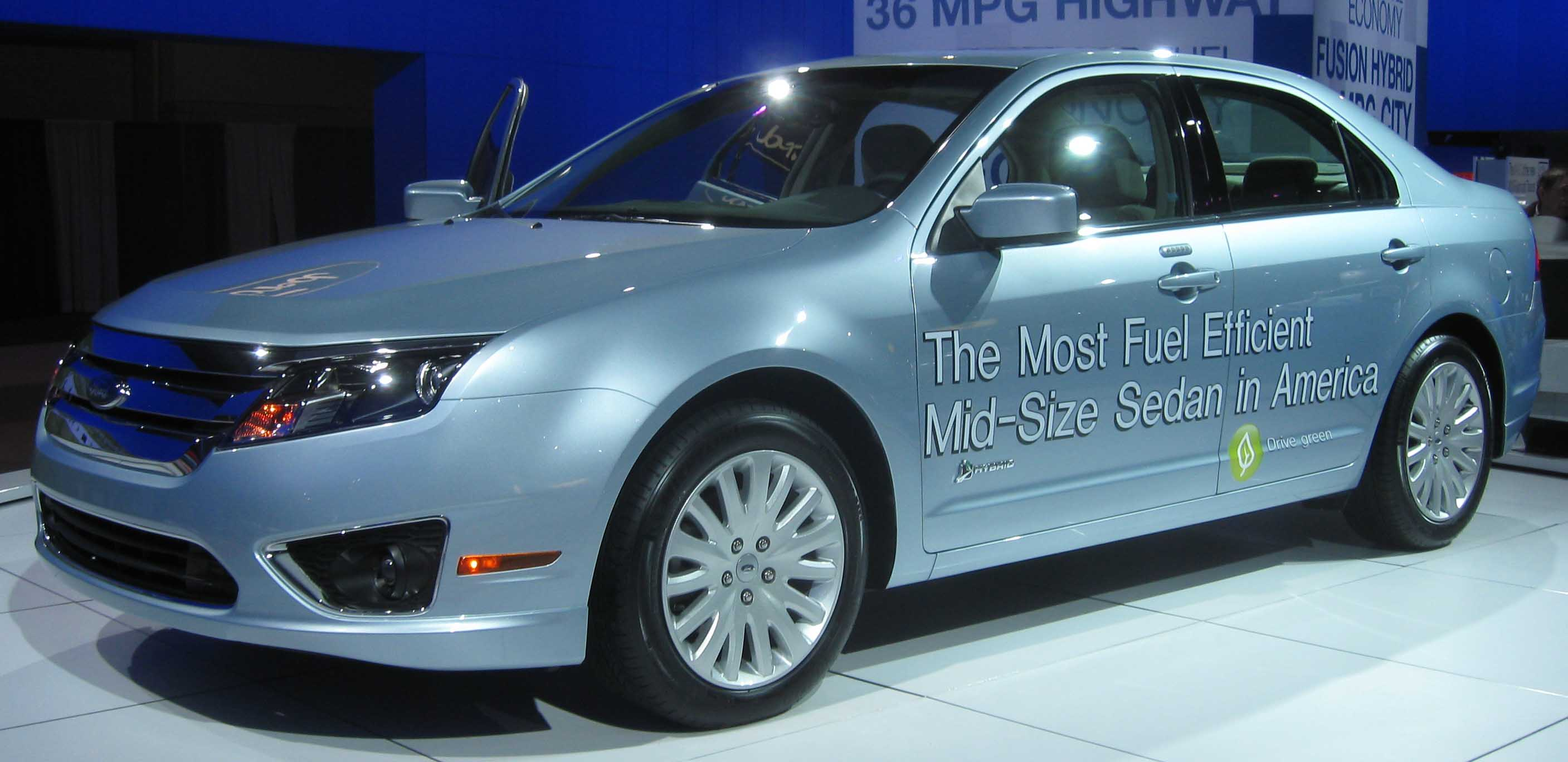
فيوجن هايبرد 2010
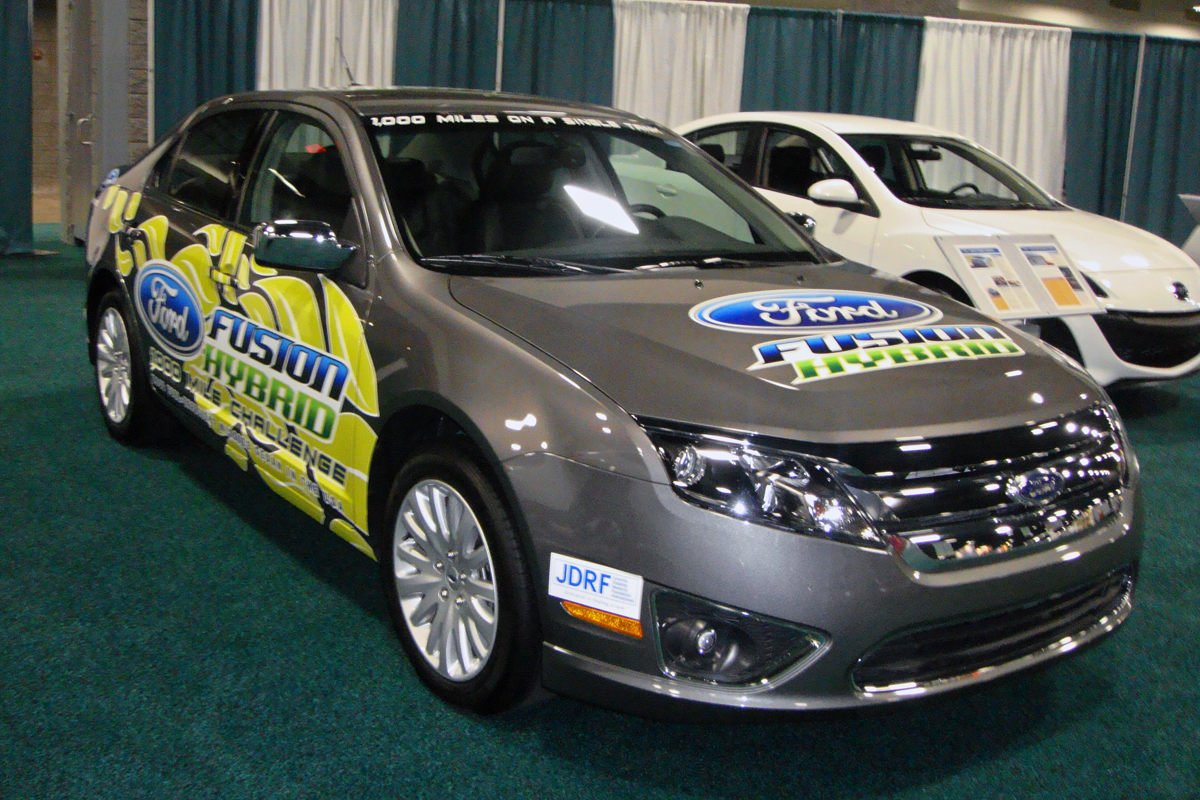
فيوجن هايبرد 2010
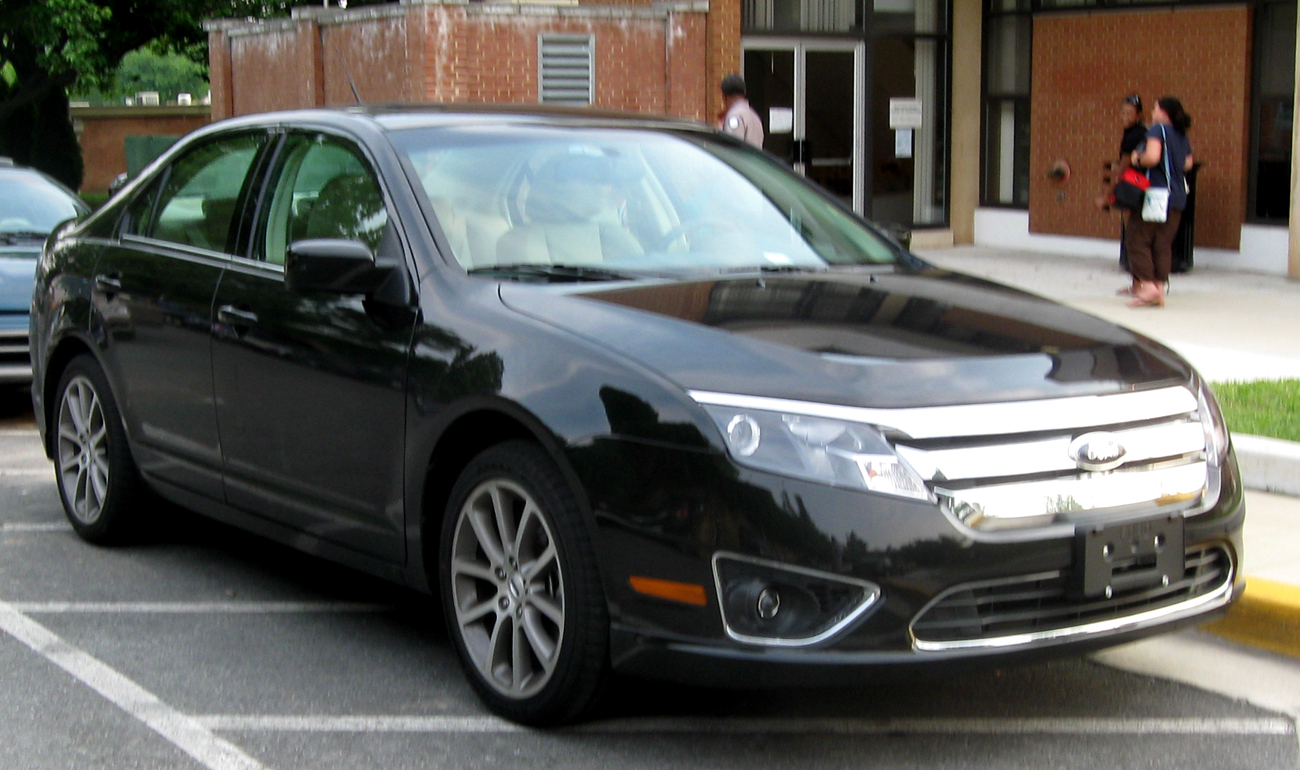
فيوجن أس أي أل 2010